# Maurits van Oranje
Maurits van Oranje (Dillenburg, 14 november 1567 – Den Haag, 23 april 1625), prins van Oranje en graaf van Nassau was stadhouder en legeraanvoerder van de Republiek der Zeven Verenigde Nederlanden. Tot hij in 1618 de titel prins van Oranje erfde van zijn halfbroer Filips Willem, werd hij Maurits van Nassau genoemd. In de literatuur en populaire traditie is hij beter bekend als prins Maurits.
Maurits bracht zijn jeugd deels door op slot Dillenburg, waar zijn oom Jan van Nassau hem in het Duits opvoedde. Zijn vader Willem van Oranje kon dat niet op zich nemen, omdat hij destijds in de Nederlanden was om de Opstand tegen Spanje te leiden. Na opleidingen in Heidelberg en Leiden werd Maurits op zijn achttiende verjaardag stadhouder van Holland en Zeeland. Hij bracht twee jaar door in het Staatse leger, voordat hij het opperbevel kreeg. Maurits werd in 1590 stadhouder over de provincies Gelderland, Overijssel en Utrecht.
Als kapitein-generaal voerde hij het leger aan tegen Spanje. Gedurende de Tien Jaren van 1588 tot 1598 behaalde hij onder het politieke leiderschap van de landsadvocaat Johan van Oldenbarnevelt vele overwinningen. Het was een keerpunt in de oorlog en de Spanjaarden werden uit het noorden en oosten van de Republiek verdreven. Op militair gebied was dit succes mede te danken aan de hervormingen die Maurits samen met de Friese stadhouder Willem Lodewijk in het leger doorvoerde. De goede samenwerking met Van Oldenbarnevelt kreeg een deuk toen Maurits tijdens een expeditie op een Spaans leger stuitte: de Slag bij Nieuwpoort. Tijdens het Twaalfjarig Bestand brak er in de Republiek een religieus conflict uit. Maurits koos de kant van de orthodoxe calvinisten (gomaristen), waarmee hij recht tegenover Van Oldenbarnevelt kwam te staan, met uiteindelijk een machtsovername en de onthoofding van de landsadvocaat tot gevolg. De verantwoordelijkheid voor deze politieke moord berust bij Maurits. 
De jaren erna ging het land zowel op bestuurlijk als op militair gebied achteruit. Na zijn overlijden volgde zijn halfbroer Frederik Hendrik hem op als stadhouder.

## Achtergrond

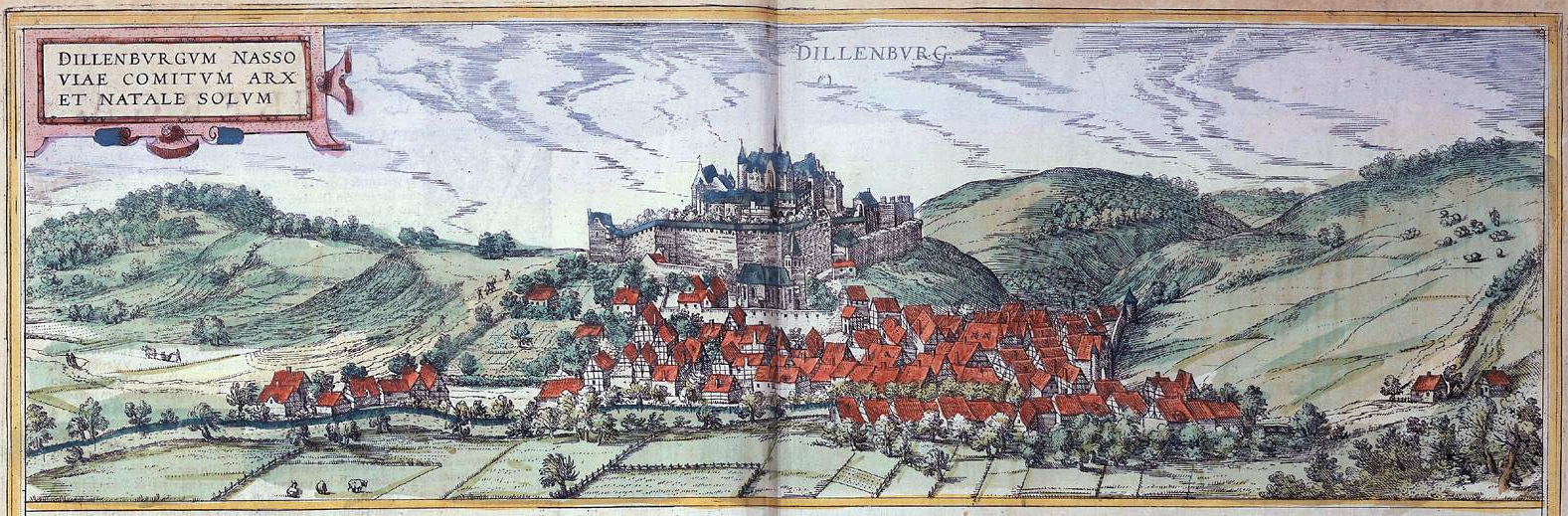
Slot Dillenburg, in Nassau, waar Maurits werd geboren en een deel van zijn jeugd doorbracht.

Voor Maurits' geboorte verwierf zijn vader, Willem van Oranje, groot aanzien aan het Habsburgse hof in Brussel, de Nederlanden. In 1544 erfde hij het prinsdom Orange en werd daarmee de hoogste edele in de Nederlanden na de landsheer. Onder deze landsheer Karel V verliep de samenwerking goed en werd Willem benoemd tot stadhouder van Holland, Zeeland en Utrecht. Als stadhouder was hij plaatsvervanger van de landsheer. Ook nam hij zitting in de Raad van State die de landsheer moest adviseren.
Onder Karels opvolger, Filips II, verliep de samenwerking minder voorspoedig. Dat kwam vooral door het verschil van inzicht tussen Filips en Willem omtrent twee belangrijke vraagstukken die toen in de Nederlanden, maar ook in andere Europese landen speelden. Het ene vraagstuk betrof de centralisatie van het gezag. Filips wilde meer macht naar zich toetrekken ten koste van de macht van de afzonderlijke provincies. Het tweede vraagstuk betrof de reformatie die door Maarten Luther was ontketend. Ook in de Nederlanden groeide in deze tijd het aantal protestanten, door de onvrede over de Katholieke Kerk. Filips II wilde boven alles eenheid in zijn landen en daarom duldde hij geen andere religie dan het katholicisme. Wie er toch protestantse ideeën op nahield, werd vervolgd. Op beide punten hield Oranje er andere ideeën op na. Hij wilde geen centralisatie omdat dat zijn macht zou beperken, en hij streefde naar godsdienstvrijheid om onrust onder de bevolking te voorkomen. Door het innemen en verdedigen van deze standpunten verloor hij het vertrouwen van Filips II. Toen Filips II generaal Alva met 10.000 soldaten naar de Nederlanden zond om orde op zaken te stellen, vluchtte Willem van Oranje in april 1567 naar het Nassause stamslot Dillenburg. Zijn oudste zoon Filips Willem die in Leuven studeerde werd bij Alva's komst in gijzeling genomen en naar Spanje gestuurd.

## Vroege jaren

Maurits op ongeveer twaalfjarige leeftijd, Daniel van den Queborn, circa 1578-1579.

### Geboorte en familie
De familie Nassau woonde op de voorvaderlijke burcht in Dillenburg. Daar woonden onder andere Jan van Nassau en zijn broer Willem, zonen van Willem de Rijke, zo genoemd vanwege het grote aantal kinderen dat hij had, en Juliana van Stolberg. Hoewel Willem de Rijke een lutheraan was, kreeg zijn zoon Willem een katholieke opvoeding aan het Habsburgse hof in Brussel. Willem zou het soevereine land Orange erven en zo aan de naam Van Oranje komen. Zijn eerste vrouw Anna van Buren overleed al vroeg. Uit dit huwelijk waren twee kinderen geboren: Maria en Filips Willem.
Na het overlijden van Anna trouwde Willem met de nog zeer jonge Anna van Saksen. Het eerste kind dat uit dit huwelijk voortkwam was Anna, maar zij stierf al kort na haar geboorte. Hierna werd de eerste Maurits geboren, maar ook die stierf al snel. De tweede Maurits, de latere stadhouder, werd op 14 november 1567 geboren. Na hem volgde nog een meisje, Emilia van Nassau. Maurits' moeder kon niet wennen aan het leven op het kille slot en trok daarom na de geboorte van Emilia naar Keulen, waar zij wel het haar gewenste weelderige bestaan kon leiden. Zij leefde in Keulen zo uitbundig dat Willem zich in 1571, mede wegens haar buitenechtelijk kind Christina van Dietz, van haar liet scheiden, wat in die tijd ongebruikelijk was. In 1571 werd zij opgesloten en zes jaar later, krankzinnig geworden, stierf zij. Maurits zag Anna na haar vertrek nooit meer terug en zijn oudere, nog levende halfzus Maria nam gedeeltelijk de moederrol over.

### Jeugd en onderwijs
Nadat Willem van Oranje de Nederlanden was ontvlucht vanwege de komst van Alva, heeft hij twee pogingen gewaagd met huurlegers de Nederlandse Opstand aan te wakkeren. De eerste keer was in 1568, waarbij zijn legers werden verslagen. De tweede keer, in 1572, sloeg de opstand met hulp van de geuzen wel aan. Vanaf dat jaar bleef Willem in de Nederlanden.
Vanwege Willems afwezigheid werd de opvoeding van Maurits overgenomen door Maurits' oom Jan. Hierdoor heeft Jan een grote invloed gehad op de ontwikkeling van Maurits. Hij kreeg op Dillenburg les in Duits, godsdienst, geschiedenis, Frans en Latijn. Ook leerde hij vechten, paardrijden en -springen, zoals een echte edelman betaamt. Later in 1575 werd hij samen met vier neven naar de universiteit gestuurd. Hij studeerde eerst in Heidelberg in het calvinistische land de Palts, in het huidige Duitsland. Na een korte periode aan de universiteit werd hij in 1577 als tienjarige naar de Nederlanden gebracht. Op het Nassause kasteel van Breda kreeg hij Nederlands onderwijs samen met neef Filips van Nassau. In 1582 ging Maurits naar de pas in 1575 opgerichte universiteit van Leiden op kosten van de Staten van Holland, Zeeland en Utrecht. Hij woonde op het prinsenhof, wederom vergezeld door Filips van Nassau en een bescheiden gevolg. Hij kreeg les van de beroemde humanist, filoloog en historiograaf Justus Lipsius, die hem onderwees in geschiedenis en het neostoïcisme. Rudolphus Snellius doceerde wiskunde, een vak waardoor Maurits erg geboeid raakte. Verder bleef hij ook oefenen met paardrijden, worstelen, zwemmen en het gebruik van wapens.
De Spanjaarden, onder leiding van Alexander Farnese, de hertog van Parma, rukten steeds verder op in de Nederlanden en de situatie zag er somber uit voor de opstandelingen. In grote delen van het zuiden, oosten en noorden van de Nederlanden had Spanje de controle terug. Toch werd de Spaanse koning afgezworen door de opstandige provincies. In de hoop voor steun besloten de Staten-Generaal de soevereiniteit van de provincies aan andere Europese monarchen aan te bieden. De steun van Frankrijk liep uit op een fiasco. Terwijl men zocht naar andere mogelijkheden, werd Willem van Oranje vermoord door Balthasar Gerards in Delft in 1584, het jaar dat Maurits zeventien zou worden.
Vanwege zijn jeugdige leeftijd kon hij zijn vader niet opvolgen als leider van de opstand. Wel kreeg Maurits in 1584 zitting in de Raad van State als eerbetoon aan zijn afkomst. Hoewel hij daar weinig invloed kon uitoefenen, kon de ambitieuze Maurits de aangeboden functie niet weigeren. Dat jaar nam hij het devies aan waaruit zijn aspiraties bleken: Tandem fit surculus arbor, "uiteindelijk wordt een twijgje een boom". Echte macht bezat de Raad van State niet, die was in handen van degenen die belastingen konden heffen: de afgevaardigden van de provincies, ofwel de Staten-Generaal.

## Stadhouderschap

Johan van Oldenbarnevelt, de landsadvocaat van Holland die Maurits naar voren schoof als plaatsvervanger van Leicester als legeraanvoerder.

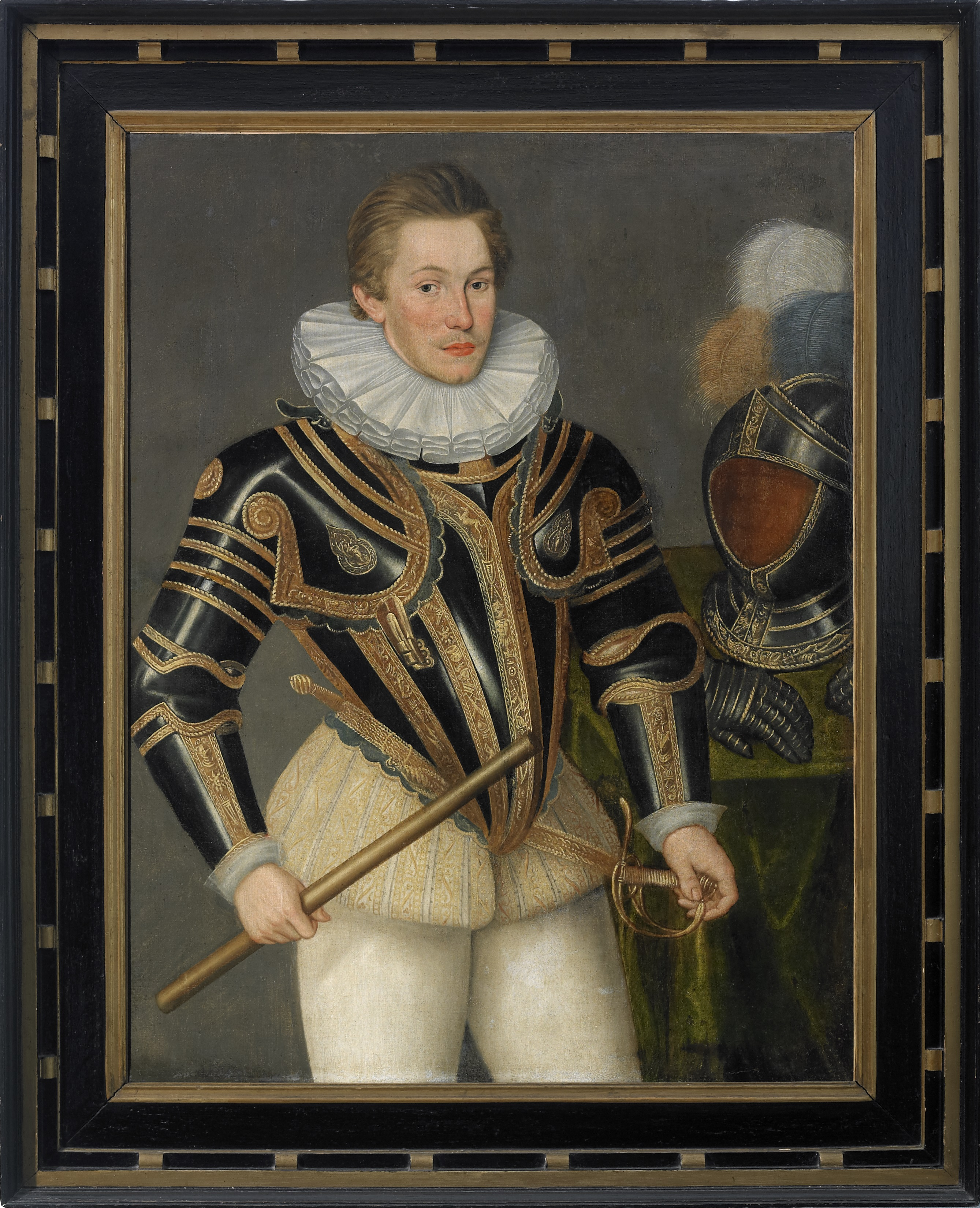
Schilderij van Daniel van den Queborn uit 1588 waar een jonge Maurits op staat afgebeeld.

Op Maurits' achttiende verjaardag, in 1585, werd hij vanwege zijn hoge status benoemd tot stadhouder van Holland en Zeeland. In die functie was hij vertegenwoordiger van die provincies, kon hij regenten in steden benoemen en gratie verlenen aan veroordeelden. Tegelijkertijd kreeg hij de titel geboren prins van Oranje, hoewel dat niet terecht was: die titel kwam toe aan zijn oudere halfbroer, Filips Willem. Wel gaf deze titel hem in de Nederlanden veel aanzien.
Na Frankrijk werd er geprobeerd hulp te krijgen van Engeland. De soevereiniteit wilde de Engelse koningin Elizabeth I niet. In plaats daarvan was zij bereid de opstandelingen met geld en militairen te steunen in ruil voor zeggenschap over het land door de benoeming van de gouverneur-generaal. Deze functionaris werd haar vertrouweling, de Engelsman Robert Dudley, graaf van Leicester. Met Maurits' benoeming als stadhouder voorkwamen Holland en Zeeland dat Leicester of een andere Engelsman de vacante plek zou innemen en daarmee de gewestelijke zelfstandigheid kon bedreigen.
Leicester zag de jonge stadhouder als een concurrent van zijn eigen gezag en de relatie tussen hen beiden was niet warm. In zijn functie als gouverneur-generaal kreeg Leicester tevens te maken met veel mislukkingen, vaak te wijten aan zijn eigen persoonlijkheid. Zijn inzichten met betrekking tot het katholicisme dat met vuur en zwaard bestreden moest worden, een handelsverbod met Spaanse gebieden en zijn houding tegenover het staatsbestel botsten vaak met de gewesten. Johan van Oldenbarnevelt, sinds 1586 de landsadvocaat van Holland, vertrouwde Leicester niet en aasde erop de macht van de Staten-Generaal en Holland te vergroten ten koste van die van de Engelsman. Van Oldenbarnevelt was een ambtenaar die was opgeklommen van pensionaris van de stad Rotterdam tot landsadvocaat van Holland. Door zijn kunde was hij in staat om in de doorgaans verdeelde Staten-Generaal de neuzen dezelfde kant op te krijgen: de Hollandse kant.
Maurits bemoeide zich als stadhouder niet met politiek en richtte zich uitsluitend op de aanvoering van het leger. Zijn eerste wapenfeit was de verovering van Axel in 1586, die hij samen met Philip Sidney leidde. Leicester was naast gouverneur-generaal ook opperbevelhebber van het leger. Toen bekend raakte dat Leicester vrede wilde sluiten met Parma verspeelde hij zijn laatste krediet. Hij probeerde nog door middel van een staatsgreep zich meester te maken van Maurits en Van Oldenbarnevelt, maar deze plannen mislukten waardoor zijn positie onhoudbaar werd. Toen hij tijdelijk naar Engeland trok, greep Van Oldenbarnevelt de kans om Maurits naar voren te schuiven als bevelhebber over de door Holland en Zeeland betaalde troepen.
Door het geringe aantal militaire activiteiten in de winter was Leicesters verblijf in Engeland geen probleem. In de zomer was dat anders. Toen Leicester nog niet terug was, werd Maurits benoemd tot opperbevelhebber over alle troepen. Na zijn benoeming kon de strijd tegen de oprukkende Spanjaarden, die al het beleg voor Sluis hadden geslagen, weer beginnen. Om de Spaanse opperbevelhebber Parma weg te lokken van Sluis, en wegens de krappe financiële middelen, werden er rooftochten gehouden in Brabant. De gehoopte reactie van Parma bleef uit. Onverwachts kwam Leicester terug uit Engeland en hij nam opnieuw het opperbevel op zich. De samenwerking tussen hem en de Nederlanders was echter zodanig verstoord dat deze terugkomst uitliep op een mislukking en hij voorgoed terugkeerde naar Engeland.
Na de mislukte Spaanse invasie van Engeland met de Spaanse Armada sloeg Parma in 1588 het beleg voor Bergen op Zoom. Doordat de stad niet volledig omsloten kon worden, was het mogelijk de stad te blijven bevoorraden, waarmee inname werd voorkomen. Maurits trok er zelfs drie keer op uit om de troepen aldaar moed in te spreken. Dat dit met gevaar voor zijn eigen leven was deerde hem niet. Een jaar later kon hij evenwel niet voorkomen dat Geertruidenberg in Spaanse handen viel.

## Tien Jaren

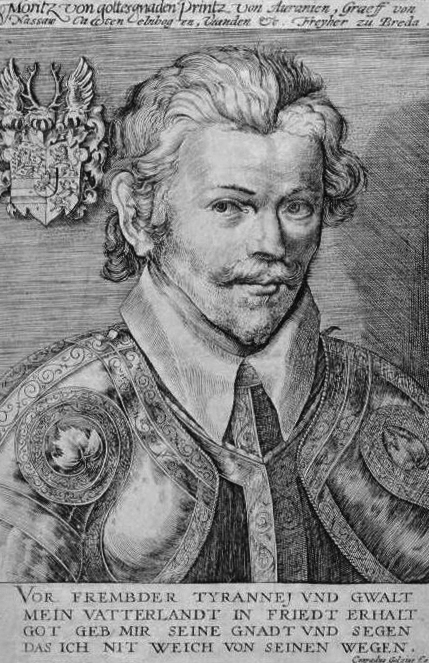
Maurits (Conrad Goltzius, 1590)

De Tien Jaren was de periode van 1588 tot 1598 in de Tachtigjarige Oorlog, waarbij onder het militaire leiderschap van Maurits en onder het politieke leiderschap van Van Oldenbarnevelt een groot aantal overwinningen op de Spaanse troepen werd behaald, waardoor grote gebieden aan de Republiek der Verenigde Nederlanden konden worden toegevoegd. Parma's opmars was gestopt, doordat de Spaanse koning Filips II de troepen nodig achtte in de Franse Hugenotenoorlog die voor hem een hogere prioriteit had. De overgebleven Spaanse troepen werden uit het noorden en oosten verdreven, waarmee zogezegd, de tuin der unie gesloten werd. Na deze periode was Maurits' reputatie als groots veldheer definitief gevestigd.

### Turfschip van Breda

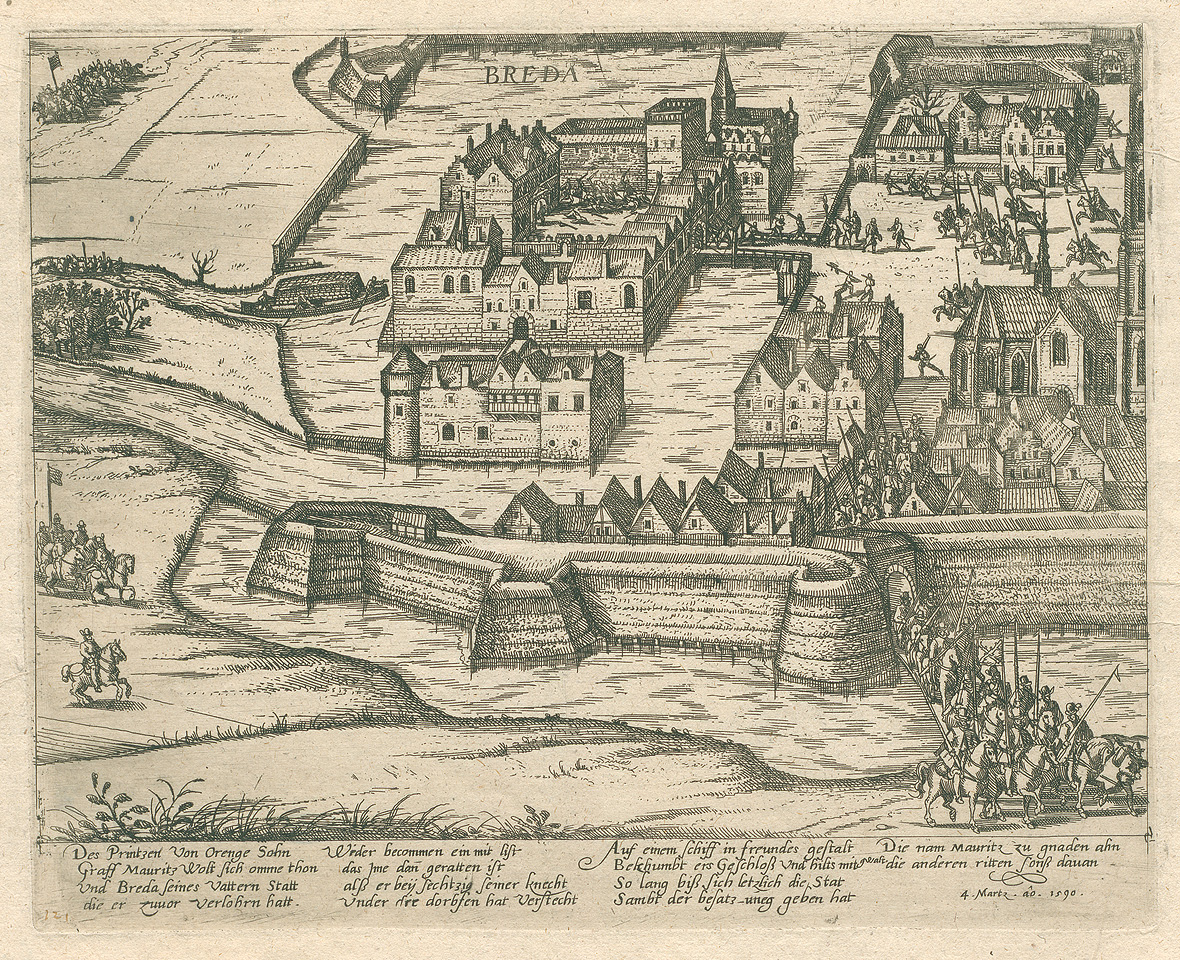
Met de list met het turfschip werd Breda in 1590 ingenomen.

Vanaf de jaren 90 ging Maurits een bepalende rol spelen in de Nederlanden. Hij en Van Oldenbarnevelt vulden elkaar uitstekend aan. Van Oldenbarnevelt hield zich op het politieke vlak bezig, stippelde de strategie uit en zorgde voor de nodige steun in de Staten-Generaal. Maurits was verantwoordelijk voor het uitvoeren van de militaire operaties.
Toen Adolf van Nieuwenaer, de stadhouder van Utrecht, Overijssel en Gelderland stierf, zochten die provincies naar een opvolger. Om de invloed van Holland te kunnen vergroten schoof Van Oldenbarnevelt Maurits naar voren, die al stadhouder van Holland en Zeeland was. Hoewel de provincies zonder stadhouder inzagen dat daarmee de macht van Holland nog groter zou worden, zagen zij ook in dat grote delen van hun gebieden nog in Spaanse handen waren en deze alleen met behulp van Holland heroverd zouden kunnen worden. Daarom werd Maurits in 1590 benoemd tot stadhouder van Gelderland, Utrecht en Overijssel.
Naast Van Oldenbarnevelt ging Maurits ook meer samenwerken met zijn neef Willem Lodewijk die stadhouder van Friesland was. De goede relatie tussen hen heeft altijd stand gehouden en op militair gebied heeft Willem Lodewijk veel invloed op Maurits gehad. Dit was mogelijk doordat Maurits toegankelijk was voor meningen van anderen.
Door het Spaanse verlies van de Armada zagen beide stadhouders kans om een tegenaanval tegen het verzwakte Spanje uit te voeren. De Staten-Generaal waren echter terughoudend, doordat de financiën nog niet op orde waren en doordat er nog geen vertrouwen was in de eigen kracht. De kans deed zich voor om Breda door middel van een list te veroveren. Maurits besprak dat met Van Oldenbarnevelt en kreeg toestemming om het plan uit te laten voeren. De stadhouder benaderde de turfschipper Willem van Bergen die aan het kasteel leverde voor de uitvoer van het plan. De list met het turfschip slaagde en Breda kwam in Nederlandse handen, wat een geweldige positieve impuls aan de opstand gaf. De regenten in de Staten-Generaal waren vanaf dat moment overtuigd van de eigen kracht en besloten dat het offensief doorgezet moest worden. Dit was mede mogelijk, door de groei van de economie en daarmee ook van de schatkist.

### Maurits' veldtocht van 1591

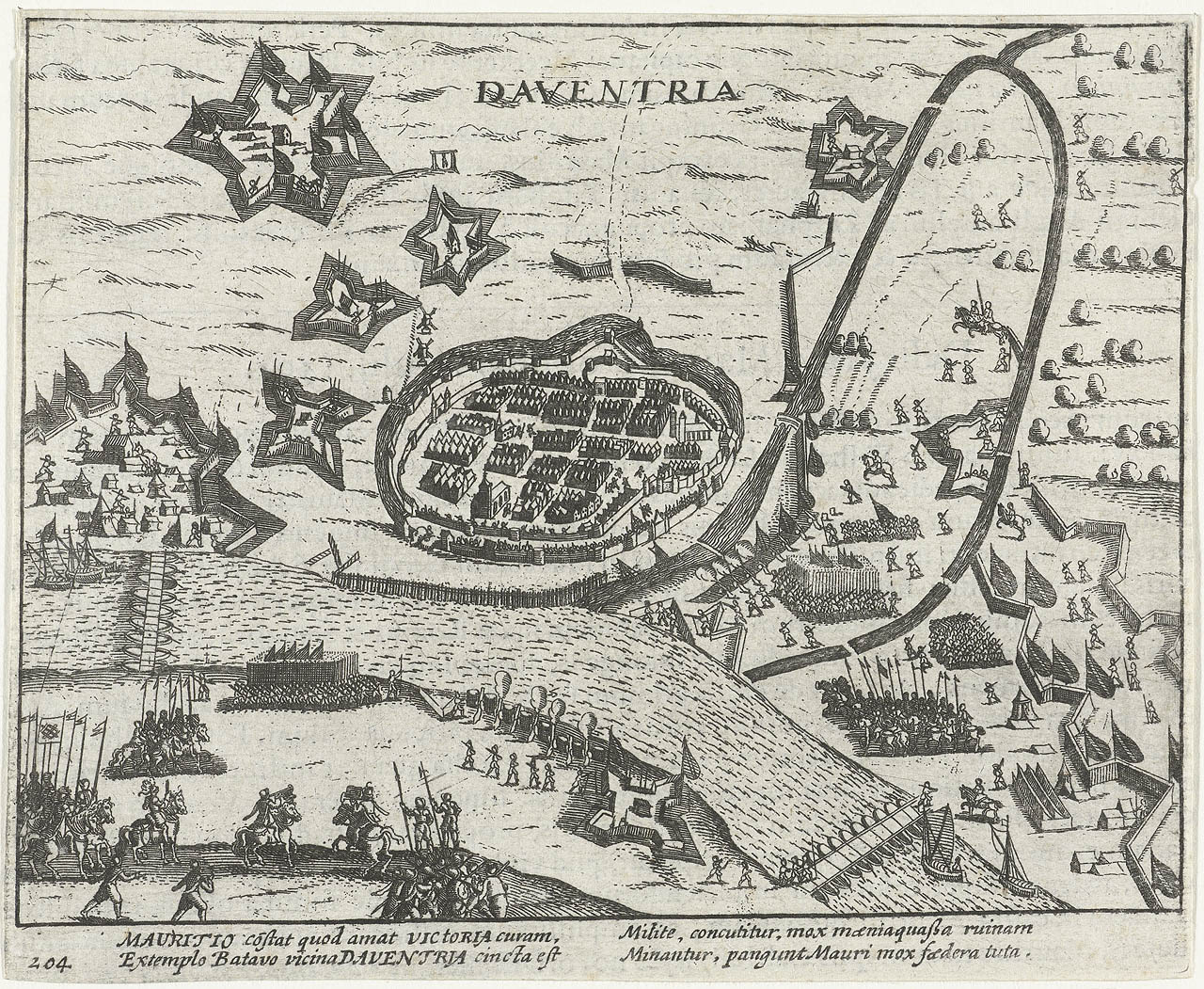
De verovering van Deventer, verdedigd door Maurits' neef, Herman van den Bergh, in 1591.

In 1591 was er meer financiële ruimte en werd het leger uitgebreid met 3.000 man, zodat Maurits kon beginnen aan de veldtocht van 1591. Het zou Maurits' succesvolste jaar worden, terwijl zijn leger met 20.000 man een stuk kleiner was dan dat van de Spaanse commandant, de hertog van Parma die over 60.000 manschappen beschikte. Parma kon zijn troepen echter niet effectief inzetten vanwege muiterijen. Daarnaast was hij gedwongen om een groot aantal soldaten in Frankrijk in te zetten, waarmee Spanje ook in oorlog was en dat voor Filips een hogere prioriteit had.
De eerste stad die door Maurits veroverd werd was Zutphen, dat zich al na een belegering van vijf dagen overgaf. Het dichtbijgelegen Deventer, verdedigd door een neef van Maurits, Herman van den Bergh, was het volgende doel. Na tien dagen vechten gaf de stad zich onder gunstige voorwaarden over. Het noordelijke Groningen was het volgende doel van Maurits, dat als ruil diende voor de steun die Maurits kreeg van de Friese stadhouder Willem Lodewijk bij het veroveren van de IJsselsteden. Verdugo, de Spaanse commandant in Groningen, had op tijd door dat zijn stad het volgende doel zou zijn en kon de stad versterken. Daarom koos Maurits ervoor om Delfzijl te veroveren. Na Delfzijl spoedde hij zich naar de Betuwe, waar een Spaans leger onder leiding van Parma Knodsenburg belegerde. Parma dacht dat hij die strijd niet zou kunnen winnen en trok zich meteen terug, waardoor Knodsenburg ontzet werd. Maurits ging naar Arnhem, waar iedereen verwachtte dat hij zich nu op Nijmegen zou storten. Tot ieders verbazing verdween het Staatse leger echter weer van het toneel, net zo plotseling als het gekomen was. In september, met beter weer, werd het leger opnieuw verzameld en werd eerst Hulst en daarna toch Nijmegen veroverd. Al bij al was de status van Maurits als groot veldheer na deze veldtocht definitief gevestigd.

### 1592 - 1596

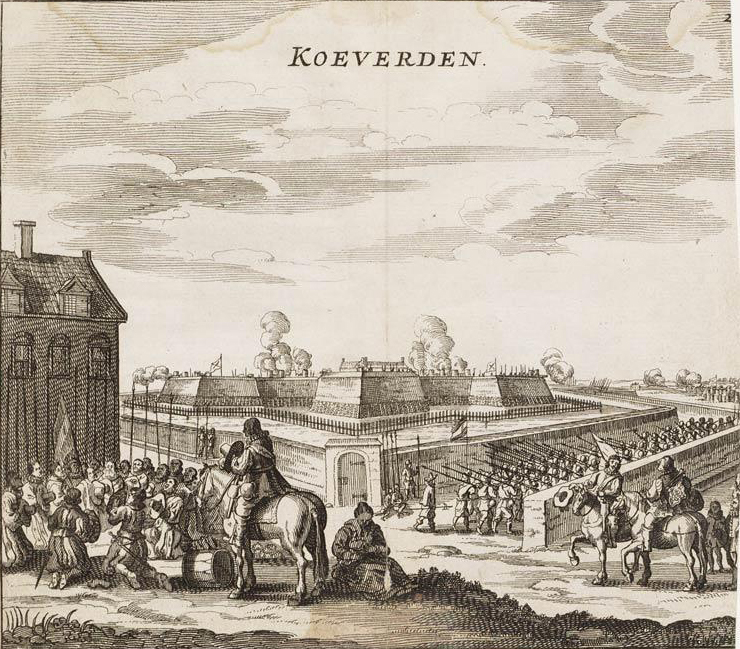
De inname van Coevorden in 1592.

In het jaar erna wilden de Staten het succesvolle jaar herhalen. Iedere provincie had zijn eigen wensen wat betreft de steden die zij in 1592 graag veroverd zagen. Zo wilde Friesland dat Maurits naar Steenwijk en/of Coevorden trok, Holland en Zeeland wilden dat Geertruidenberg veroverd zou worden, en Gelderland en Overijssel zagen graag Groenlo in Staatse handen. Uiteindelijk werd besloten om eerst Steenwijk te belegeren, tot ongenoegen van Zeeland, dat weigerde mee te betalen. Om de sterke vesting klein te krijgen koos men ervoor om de muren op te blazen, door middel van het graven van tunnels. Dit was het eerste grote beleg waar engineering een grote rol speelde.
Tijdens het beleg werd Maurits in zijn wang geraakt door een afgeweken kogel. Hoewel het slechts een vleeswond was, drongen de Staten bij Maurits aan om voorzichtigheid in acht te nemen. Hiermee lieten ze blijken hoe onmisbaar Maurits was voor de Republiek. Na de overgave van Steenwijk, trok Maurits naar Coevorden. Coevorden was belangrijk, omdat met een verovering ervan, het Spaanse Groningen geïsoleerd zou raken, waardoor de stad gemakkelijker zou kunnen worden ingenomen. Ook Coevorden werd door een neef van Maurits, Frederik van den Berg, verdedigd. Behalve standhouden en wachten op een ontzettingsleger kon Frederik niet veel doen tegen de belegeraars. Dat ontzettingsleger kwam vanuit het noorden op 7 september onder leiding van Verdugo. Hoewel de Spaanse aanval voor Maurits een verrassing was, konden de belegeraars Verdugo's aanval eenvoudig afslaan. Maurits' overwinning zou zelfs groter geweest zijn als zijn leger de vluchtende Spanjaarden achterna gezeten zou hebben, maar dat werd niet gedaan om het beleg niet te vertragen. Na 17 dagen van belegeren gaf de stad zich over. Coevorden was de laatste stad die in 1592 werd veroverd.

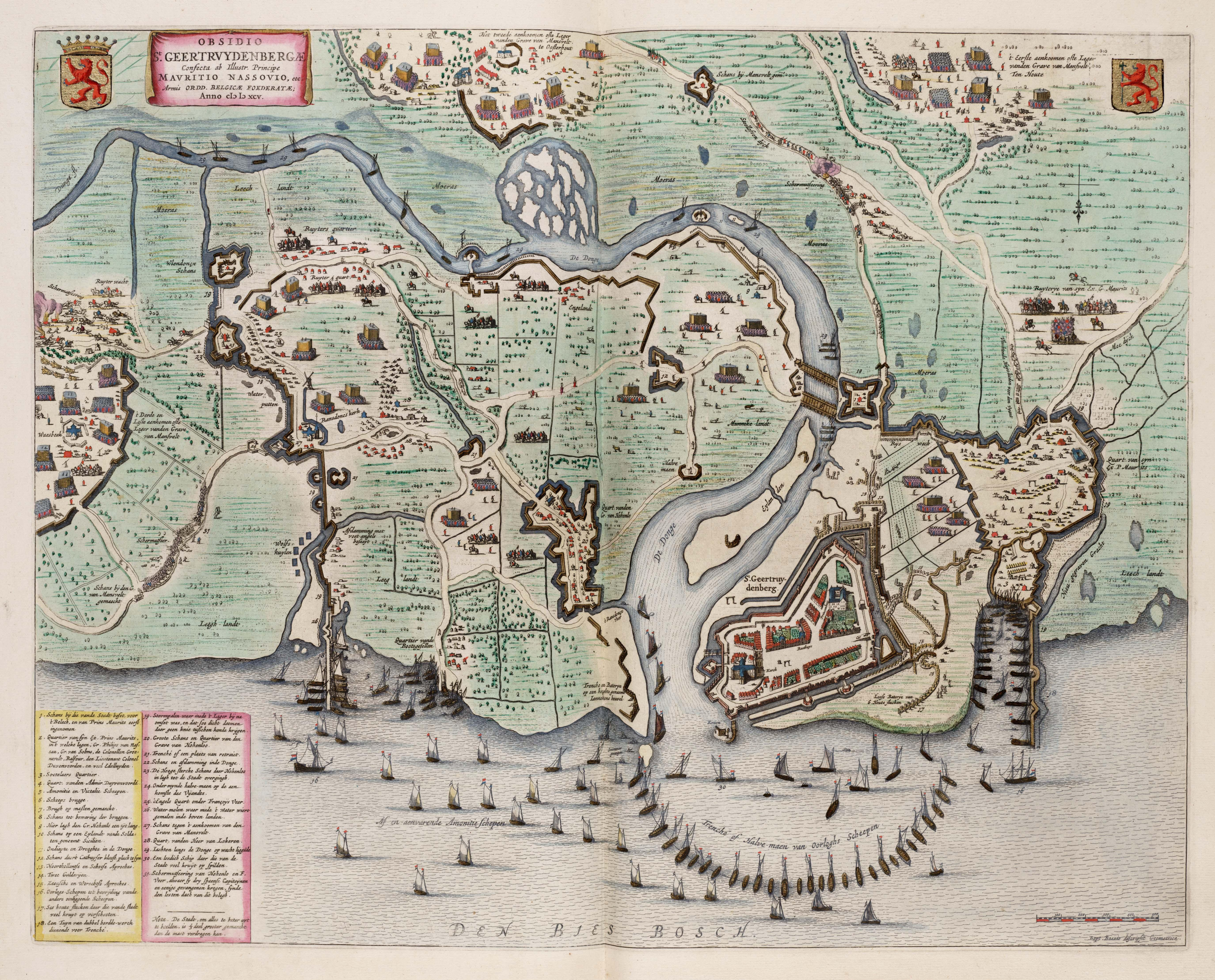
Bij het beleg van Geertruidenberg in 1595 werd de stad aan de rivierkant afgesloten met bootjes.

Het jaar erop werd besloten om weer eens in het zuidwesten een aanval te ondernemen. Het werd Geertruidenberg. Deze stad gelegen aan het water was moeilijk in te sluiten, doordat ze eenvoudig te bevoorraden was. Ook de kans op een Spaans ontzettingsleger was groot. Om die reden moesten de belegeraars naast een stelling richting de stad, ook een stelling van de stad af opwerpen. Tussen deze twee stellingen konden de belegeraars zich vervolgens ophouden. Nadat de Staatse troepen een maand voor Geertruidenberg hadden gelegen, kwam er een ontzettingsleger onder leiding van Mansfeld, die Parma na zijn overlijden opvolgde. Mansfeld heeft geprobeerd Maurits met een leger weg te lokken, maar dat was zonder resultaat. Uiteindelijk moesten de belegerden zich in juni, na een beleg van drie maanden, overgeven. De verovering had een zware druk gelegd op de financiën en daardoor vonden erna geen grote ondernemingen meer plaats. Wel werd nog geprobeerd een verrassingsaanval op Brugge uit te voeren, maar die werd halverwege afgeblazen.
In 1594 werd door Maurits geprobeerd om 's-Hertogenbosch en later ook Maastricht in te nemen door middel van een list. Een verovering van een stad op zo'n manier was namelijk relatief goedkoop, al was de kans op slagen vaak klein. Toen beide pogingen mislukten, werd besloten Groningen in te nemen, dat zich na een beleg van twee maanden overgaf. Het zou Maurits' grootste stad zijn die hij zou veroveren. Ook tijdens dit beleg werd Maurits getroffen door een kogel op zijn schild en weer drongen de gedeputeerden er bij Maurits op aan vooral voorzichtig te zijn. Na dit dure beleg was het geld op en trokken de soldaten naar de garnizoensplaatsen. Vanwege de zwakte van Spanje, probeerde Van Oldenbarnevelt Maurits zover te krijgen om toch nog Groenlo aan te vallen. Maurits weigerde, omdat hij vond dat hij niet over genoeg manschappen kon beschikken. Beiden hielden vast aan hun standpunt, wat leidde tot een kleine ruzie.
Sinds 1595 was Spanje weer in oorlog met Frankrijk en dat verlichtte de druk op de Republiek. Het liefst wilde Maurits een steunpunt dichter bij Frankrijk in handen hebben om de bondgenoten aldaar beter te kunnen steunen. Het risico was groot, want het doel dat hij in gedachte had was Hoei dat in het prinsbisdom Luik lag: neutraal gebied. In het geheim besprak Maurits dit plan met Van Oldenbarnevelt, die, buiten de overige Statenleden om, zijn goedkeuring gaf, omdat het in het belang van het land zou zijn. Een officier met 1500 soldaten nam de stad en het kasteel in, maar moest die al gauw weer prijsgeven. Deze onderneming had een deuk geslagen in de reputatie van de Republiek, vanwege het schenden van de neutraliteit. In hetzelfde jaar probeerde Maurits tevergeefs om Groenlo in te nemen.

### Maurits' veldtocht van 1597

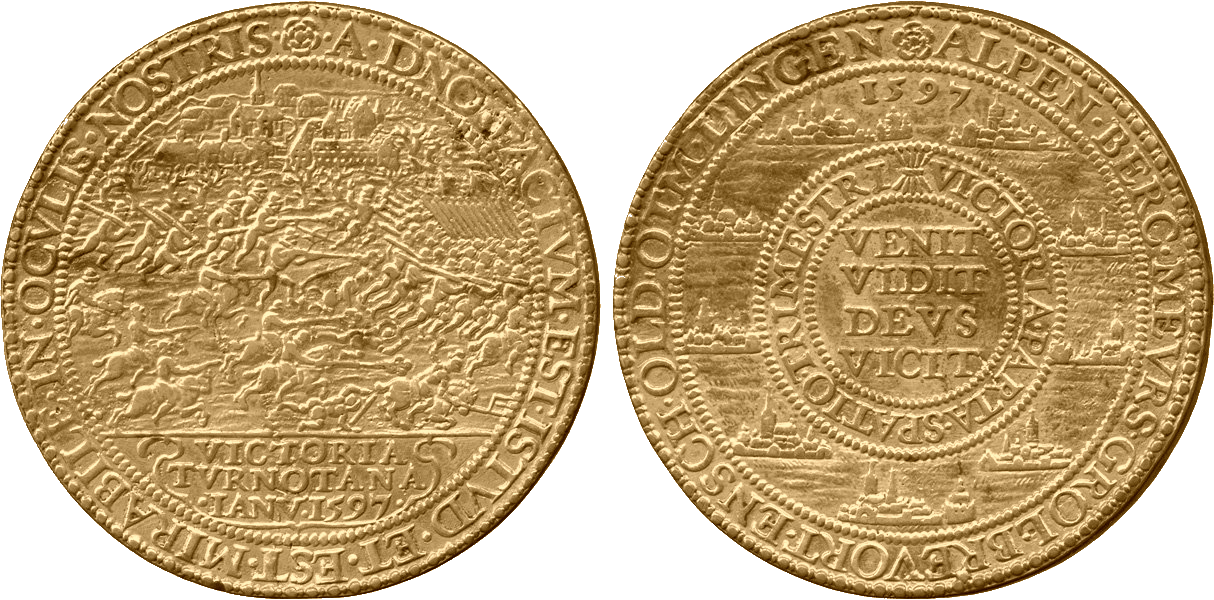
Herinneringsmunt, met daarop afbeeldingen van alle overwonnen steden.

Afsluiting van deze tien jaren was Maurits' veldtocht van 1597. De veldtocht begon met de Slag bij Turnhout, waarna Maurits: Alphen, Rijnberk, Meurs, Groenlo, Bredevoort, Enschede, Ootmarsum, Oldenzaal en Lingen wist te veroveren. Na afloop lieten de Staten-Generaal te Dordrecht hiervan diverse herinneringsmunten slaan. Het Graafschap Zutphen liet een eigen munt slaan voor Bredevoort en Groenlo. Vanaf 1597 was ook de traditie ontstaan om op de vijand veroverde vlaggen in de Ridderzaal aan het Haagse Binnenhof aan het volk te tonen. Alleen al door Maurits' veldtocht konden dat eerste jaar al 48 vaandels worden geplaatst. Na deze veldtocht was de Republiek volledig aaneengesloten zonder Spaanse enclaves ten noorden van de grote rivieren. Gedurende de succesvolle Tien Jaren werd de Republiek een van de Europese grootmachten en terwijl de Spanjaarden nog steeds wilden dat de Republiek zich weer zou aansluiten bij de zuidelijke Nederlanden en zich zou verzoenen met de Spaanse koning, leek dat aan het eind van de zestiende eeuw ondenkbaar geworden.

## Spanjes tegenoffensief

### Nieuwpoort

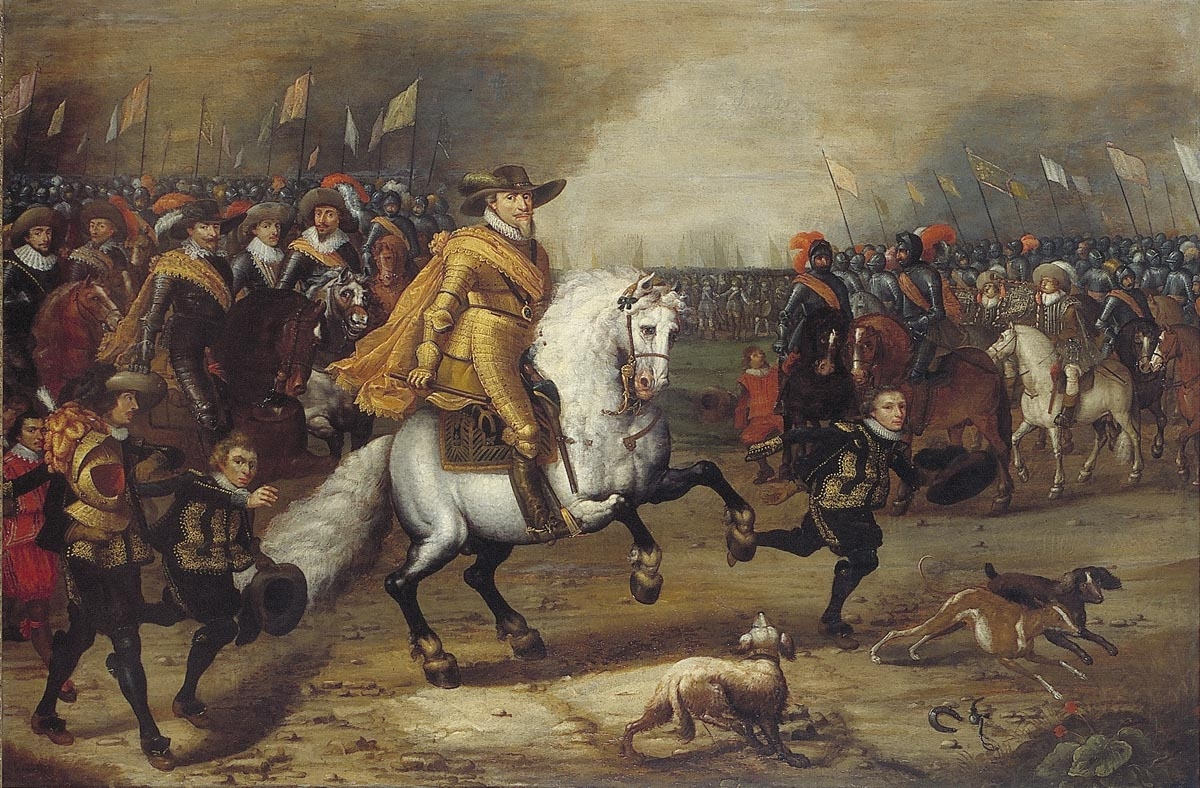
Maurits tijdens de Slag bij Nieuwpoort, 1600.

Na het succesvolle jaar 1597 gebeurde er aan Staatse zijde twee jaar lang weinig. Spanje had daarentegen een groot leger verzameld, groter dan dat van Maurits. Het grote Spaanse leger kon alleen niet effectief ingezet worden, doordat de commandant niet over genoeg artillerie beschikte. Maurits vermeed een gevecht tussen beide legers, omdat hij van mening was dat daarmee weinig voordeel behaald zou worden. Hij liet het grote leger van Mendoza twee jaar lang ronddwalen, zonder dat het grote overwinningen kon behalen.
Maurits was voorzichtig van aard, hij was iemand die liever rustig zijn kans afwachtte. De gedeputeerden daarentegen zagen graag dat Maurits met zijn duurbetaalde leger actie ondernam. Dat verschil van inzicht verhoogde de druk tussen beide partijen.
Het Spaanse leger kreeg in 1600 te kampen met muiterijen en dat gaf de Republiek kansen. Door de Staten-Generaal werd voorgesteld om de Duinkerker kapers aan te pakken; die waren immers in dienst van de vijand en richtten grote schade aan onder de Nederlandse koopvaardij. Daarnaast zou de verdediging van Oostende, dat nog de enige Vlaamse stad was onder het bewind van de Republiek, eenvoudiger worden. Zowel Maurits als Willem Lodewijk waren fel tegen de operatie, omdat Duinkerke ver zuidelijk lag en de verbindingswegen makkelijk doorgesneden konden worden. De Staten bleven volharden in hun standpunt en Maurits moest zich ernaar schikken. Meteen toen de veldtocht begon, op 21 juni, verzamelde aartshertog Albrecht, de machthebber in de Spaanse Nederlanden, een leger dat een week later al van vergelijkbare grootte was als dat van Maurits. Door de slechte verbindingen kreeg Maurits, die het in eerste instantie niet wilde geloven, het bericht pas op 1 juli te horen. Een veldslag werd onvermijdelijk. Op het strand bij Nieuwpoort barstte een dag later de strijd los. In eerste instantie leken de Spanjaarden te winnen, maar door het inzetten van de reserves, op het moment dat Spanje al zijn troepen al had ingezet, behaalde Maurits toch nog de overwinning. Hoewel hij na afloop opgelucht en trots was, was hij ook woedend op Van Oldenbarnevelt en de Staten, omdat zij het voortbestaan van het land in gevaar hadden gebracht. De gedeputeerden waren op hun beurt teleurgesteld dat de tocht naar Duinkerke, ondanks de overwinning, werd gestaakt. Tussen Van Oldenbarnevelt en Maurits raakte vanaf dat moment de relatie bekoeld.

### Oostende

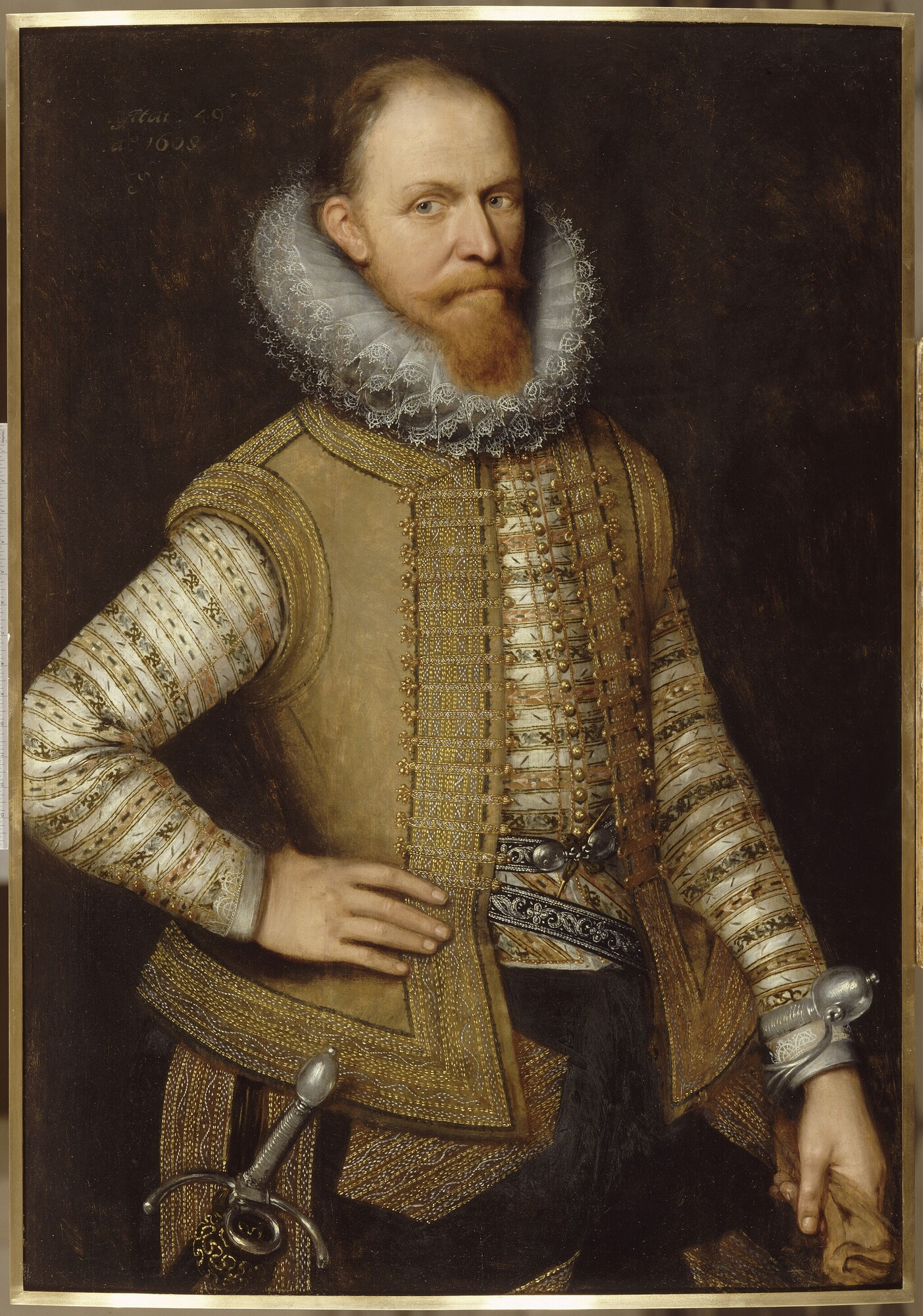
Maurits, door Michiel Jansz van Mierevelt, 1608.

Oostende, de enige stad dieper in Vlaanderen die nog Staats was, werd vanaf juli 1601 door Albrecht belegerd. Albrecht was vastberaden de stad, die beschouwd werd als een doorn in het vlees, in handen te krijgen. Voor de Republiek was Oostende ook van belang, omdat die als steunpunt kon dienen bij veldtochten in Vlaanderen, en, omdat het de Spanjaarden afleidde van steden in de Republiek, gezien zij altijd rekening moesten houden met de aanwezigheid van dit Staatse garnizoen. Albrecht kon de stad niet volledig afsluiten, doordat Nederlandse en Engelse schepen de overhand hadden op zee. Daardoor bleef het voor de Staatsen de hele oorlog mogelijk de stad te bevoorraden. Beide partijen zetten alles op alles om de stad te behouden, dan wel in handen te krijgen.
Van Oldenbarnevelt wilde Oostende bijstaan door wederom een veldtocht te ondernemen. Steun van de stadhouders kon hij na de veldslag van 1600 niet meer verwachten. In plaats daarvan werd gekozen voor een diversie. Door een aanval te ondernemen op een andere belangrijke stad hoopten Maurits en Willem Lodewijk dat Albrecht het beleg op zou geven om die stad te hulp te schieten. Gekozen werd voor Rijnberk, dat na enkele weken kon worden ingenomen. Ook nam Maurits de stad Meurs in, die via een erfenis zijn bezit was geworden. Het beleg van 's-Hertogenbosch datzelfde jaar moest al snel onderbroken worden door het ongunstige weer. Het plan van een diversie werkte niet. Albrecht bleef met zijn leger rond Oostende.
Het jaar erop kwam weer een mogelijke veldtocht naar Nieuwpoort aan de orde. Later werd door de Staten-Generaal besloten dat het een tocht naar Brabant en Limburg moest worden. Ook hier waren beide stadhouders op tegen, vanwege beoogde bevoorradingsproblemen. Achteraf was dit door de stadhouders goed ingeschat, want de onderneming moest gestaakt worden vanwege honger onder de soldaten. In plaats daarvan werd Grave na een beleg ingenomen, dat wel op steun van de stadhouders kon rekenen.
Een jaar later was het Spaanse beleg van Oostende in 1603 nog steeds in volle gang en ondanks de focus van Spanje op Oostende, waren de Staten niet in staat dit goed uit te buiten. Zo bleef het in dat jaar bij het wederom onsuccesvolle beleg van 's-Hertogenbosch.
In 1604 werd Maurits voor de laatste keer aangespoord om een Vlaamse stad te veroveren. Ditmaal was Sluis het doel. Hoewel het beleg met tegenzin was, omdat Maurits de stad te sterk vond, kreeg hij de stad na drie maanden van uithongeren in handen. Na Sluis wilden de Staten dat Maurits weer Oostende te hulp kwam, dat inmiddels al drie jaar belegerd werd. Maurits kon niet meer weigeren, maar door zijn vertrek richting Oostende te vertragen, was hij te laat en had de Spaanse commandant Ambrogio Spinola de stad ingenomen. Het werd de langste en met bijna 100.000 slachtoffers de bloederigste belegering tijdens de Tachtigjarige Oorlog.
Een jaar later stootte Spinola razendsnel door de verdedigingsgordel en nam hij Oldenzaal en Lingen in. Door de hoge snelheid van Spinola's leger en door de overmacht kon Maurits weinig uitrichten. Daarbij maakte Spinola handig gebruik van Maurits' voorzichtigheid en het feit dat de stadhouder de confrontatie met Spinola wilde mijden. Groenlo en Rijnberk werden in 1606 door Spinola veroverd. Maurits die nog geprobeerd had om Groenlo te heroveren moest deze actie staken bij het naderen van Spinola. Zijn keuze om niet de strijd aan te gaan, terwijl het voor hem bekend gebied was, leidde in de Republiek tot onbegrip en deed serieuze afbreuk aan zijn reputatie.

## Militair hervormer

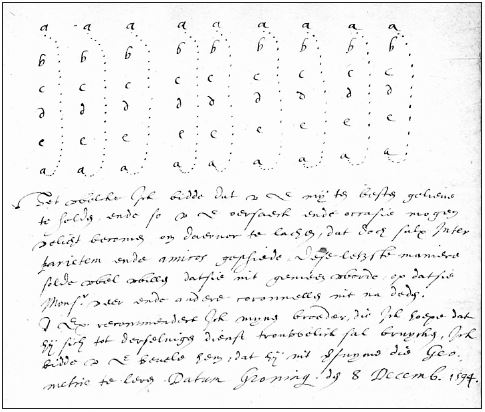
Tekening met toelichting van de contramars voor het eerst voorgesteld in een brief op 8 december 1594 door Willem Lodewijk van Nassau aan Maurits. Met deze tactiek kon opeenvolgend gevuurd worden door schutters.

Samen met zijn neef Willem Lodewijk heeft Maurits het Staatse leger hervormd. De hervorming bestond uit verbeteringen op het gebied van training, dril, discipline, organisatie, mobiliteit en de financiering. De Nassaus hadden verschillende kwaliteiten die elkaar aanvulden. Vanuit zijn passie bracht Maurits voornamelijk wiskundige kennis mee om verbeteringen te ontwikkelen. Ook had Maurits interesse in geologie. Deze wetenschappen, wiskunde en geologie, kwamen van pas bij de vele belegeringen. De neven werden ondersteund door medewerkers die vanuit zelfde invalshoeken werkten zoals de wiskundige Simon Stevin en geleerde militairen als Jacques Wijts. Maurits steunde ook op geschriften en ideeën van zijn oude leermeester Lipsius.
De militaire tactiek kwam vooral van Willem Lodewijk, die geïnteresseerd was in de Griekse en Romeinse oudheid. Zo heeft hij over de tactieken gelezen van de Byzantijnse keizer Leo Imperator, die hij gebruikte bij het opstellen van het leger. Ook van Romeinse krijgsgebruiken was Willem Lodewijk op de hoogte. Het bestuderen van Romeinse en Griekse werken uit de oudheid door generaals was in die tijd helemaal niet zo gebruikelijk. Zodoende heeft Willem Lodewijk als een van de weinige Europese generaals deze kennis in zijn voordeel weten te gebruiken. De groeiende legers, bewapend met handvuurwapens, maakten nieuwe tactieken en onderlinge afstemming noodzakelijk. Waar bij de ridders de nadruk had gelegen op de individuele beheersing van de krijgskunsten, was dit voor een infanterist veel minder belangrijk. Men moest vooral in formatie blijven, ook wanneer medesoldaten wegvielen. Tussen 1590 en 1610 werd onder Maurits een op de Romeinse militaire handboeken gebaseerde techniek uitgewerkt die dit mogelijk moest maken. Jarenlange dril moest formaties in staat stellen om als één man te reageren en in het heetst van de strijd orders om te vuren af te wachten.
Het waren deze nieuwe tactieken die hen Europese faam brachten. Maurits werd internationaal als een groot generaal gezien en ook tegenwoordig wordt zijn bijdrage aan onder andere de dril gezien als onderdeel van de militaire revolutie. Dat blijkt bijvoorbeeld uit het voorstel van de keurvorst van Keulen op de Rijksdag te Regensburg in 1597. Hij stelde voor om Maurits tot veldoverste van het Heilige Roomse Rijk te benoemen in de strijd tegen de Turken.

## Generaal

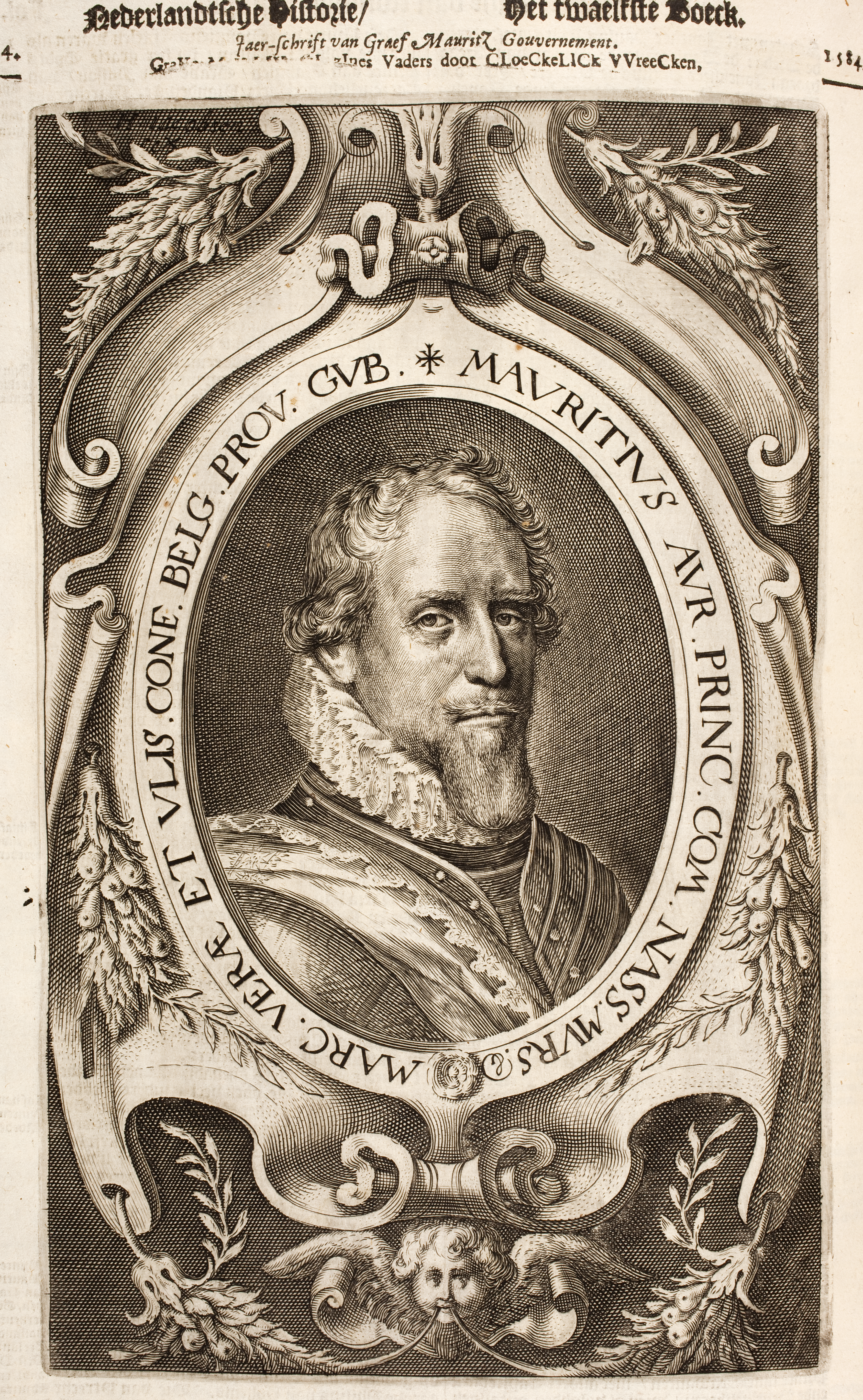
Portret in Emanuel van Meteren: Historie der Neder-landscher ende haerder na-buren oorlogen ende geschiedenisse, 1614

Als bevelhebber was Maurits een echte soldaat onder zijn manschappen. In zijn vak was hij ijverig, toegewijd en zette zich ononderbroken in. Hij was betrokken en zorgvuldig. Betrokken in de zin dat hij alles zelf wilde regelen en zorgvuldig in de zin dat hij nooit ergens voor tekende zonder een stuk goed doorgenomen te hebben. In de omgang met medesoldaten én vijanden gedroeg Maurits zich mild en verdraagzaam. Toch was hij streng als het ging om het handhaven van de discipline in het leger. Bij misdragingen, zoals roof of verkrachting, werd vaak de doodstraf uitgesproken om een voorbeeld te stellen voor overige militairen. In andere gevallen was Maurits erg vergevingsgezind. Zo ook bij de vijand. Als die zich gedurende een belegering op tijd overgaf, mocht men vaak met wapens en goed de stad verlaten. Deed de vijand dat niet en bleef men vechten voor een verloren zaak, dan kon zij vaak niet op genade rekenen. De reden hierachter was dat het belegeren van een stad ontzettend kostbaar was; gaf de vijand zich snel tegen voor hen voordelige voorwaarden over, dan was dat ook in het voordeel van Maurits. Om niet het ego van vijandelijke commandanten te krenken, gaf Maurits ze vaak nog wel even de tijd voor hij een stad opeiste.
Net als zijn neef, de stadhouder van Groningen en Friesland Willem Lodewijk, meed Maurits zo veel mogelijk veldslag te leveren, tenzij het echt niet anders kon. Het verlies van mensenlevens daarbij vonden zij nutteloos. Daarbij was Maurits erg voorzichtig. Dit bracht hem geen enkele grote nederlaag, maar voorkwam ook dat hij successen uitbuitte. Hij koos er liever voor om steden te belegeren, want dat was volgens hem de manier om de oorlog te winnen. De snelheid waarmee hij zijn leger kon laten marcheren, zorgde voor verrassingen en werkte in zijn voordeel. Was er een stad gekozen, dan begonnen de graafwerkzaamheden van loopgraven rond de stad, maar ook rond het eigen kampement. Dit laatste diende als bescherming tegen een mogelijk ontzettingsleger.
Uiteindelijk moest een stad na te zijn omsingeld, worden veroverd. Daarbij golden een paar regels: zo mocht een stad geplunderd worden als de belegeraars binnen de stadsmuren waren gekomen. Vaak kwam het niet zo ver en gaf een stad zich voor die tijd al over. Een voorbeeld is Bredevoort, dat in eerste instantie weigerde zich over te geven. Toen de belegeraars bijna over de muren waren en de gouverneur zich ditmaal wel wilde overgeven, werd dat geweigerd en werd de stad geplunderd. Deze schok zorgde er wel voor dat steden die daarna belegerd werden zich snel overgaven. In totaal zou Maurits 43 steden en 55 forten veroveren met zijn troepen.
Tijdens veldtochten stond Maurits erop dat er vertegenwoordigers van de Staten-Generaal, en dan vooral diegenen met veel invloed, meegingen. Niet Maurits, maar de Staten-Generaal in Den Haag bezaten namelijk de macht en het geld, en alleen zij konden besluiten welke tactiek gevolgd moest worden. Met een selectie gedeputeerden te velde die meegingen en die ook gezamenlijk besluiten mochten nemen, was het voor Maurits makkelijker te overleggen als er zich nieuwe situaties voordeden. Men hoefde niet eerst te wachten tot er in Den Haag een besluit was genomen, maar kon direct een beslissing nemen.

## Twaalfjarig Bestand

### Aanloop naar de wapenstilstand

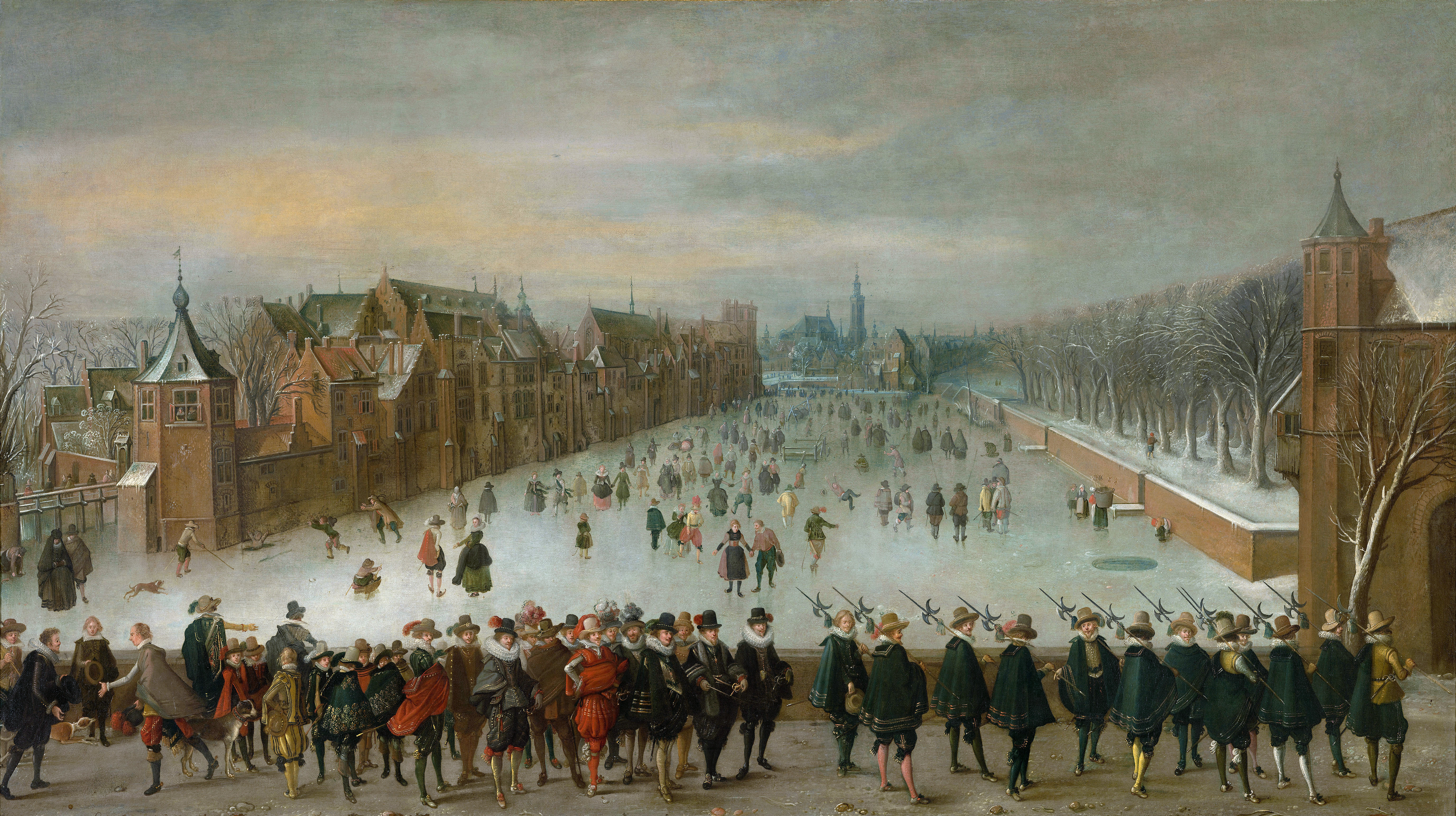
Maurits met zijn lijfwacht en gevolg langs de bevroren Hofvijver, door Adam van Breen, 1618.

Voor het sluiten van de wapenstilstand staakten zowel Engeland als Frankrijk hun financiële steun aan de Republiek. Zonder deze steun was het voor de Republiek moeilijk om de hoge lasten voor het onderhoud van het leger te dragen. Ook economisch verliep het minder voorspoedig doordat het handelsembargo voor Nederlandse schepen op het Iberisch Schiereiland gehandhaafd werd, terwijl het voor de Engelsen sinds de vrede met Spanje werd opgeheven. Van Oldenbarnevelt, die deze problemen inzag, begon voorzichtig te denken aan een vrede met Spanje. De landsadvocaat stond hierin niet alleen: een groot deel van de bevolking was oorlogsmoe en verlangde naar vrede. Dit gold echter niet voor de gehele bevolking. Er was een sterke oorlogspartij, met onder meer Maurits, die geen heil zag in vrede met Spanje. Sympathisanten van de oorlogspartij vertrouwden een vrede met de katholieke monarch niet en vreesden dat die vrede door Spanje gebruikt zou worden om op sterkte te komen, om later alsnog de Republiek met haar gereformeerde geloof te vernietigen. Maurits, die zichzelf zag als het hoofd van het huis Oranje-Nassau en in die hoedanigheid als beschermer van het gereformeerde geloof, was om diezelfde redenen ook tegen een vrede.
Vanaf 1606 werden de onderhandelingen gestart dus werden ook de militaire ondernemingen gestaakt. Van Oldenbarnevelt hield zich zoals gewoonlijk bezig met de onderhandelingen. Nu de gevechten werden gestaakt had Maurits tijd om zich er ook mee bezig te houden. Als stadhouder en kapitein-generaal voelde hij zich daartoe geroepen. Daarnaast had hij privé-eigendommen op Spaans grondgebied die hij bij een vrede wilde terugkrijgen.
Tijdens de onderhandelingen kwam naar voren dat een vrede niet haalbaar was. De Spaanse koning had namelijk twee eisen die voor de Nederlanders onbespreekbaar waren. De eerste eis was dat er vrijheid van godsdienst moest komen voor de katholieken in de Republiek. De tweede eis was het ontbinden van de net opgerichte Vereenigde Oostindische Compagnie (VOC). Beide punten waren voor de Nederlandse onderhandelaars onbespreekbaar. Was een vrede niet mogelijk, dan maar een wapenstilstand vonden Van Oldenbarnevelt en de Staten-Generaal. Ook hier had Maurits geen vertrouwen in, omdat met een wapenstilstand het zeker was dat de strijd ooit weer zou losbarsten en de Republiek in de tussentijd mogelijk verzwakt zou zijn geraakt. Om steun voor zijn standpunt te krijgen bij de Franse koning Hendrik van Navarra zond Maurits eigenhandig een gezant. De keuze van een gezant pakte verkeerd uit en Maurits' poging om steun van de Franse koning te krijgen tegen de Staten-Generaal mislukte. Opnieuw stonden Maurits en Van Oldenbarnevelt lijnrecht tegenover elkaar. Uiteindelijk werd een wapenstilstand gesloten met de Spanjaarden, het Twaalfjarig Bestand. Had Maurits tot dan toe nooit getwijfeld aan Oldenbarnevelts goede trouw, vanaf die tijd was hij daar niet meer zeker van.

### Conflict met Oldenbarnevelt

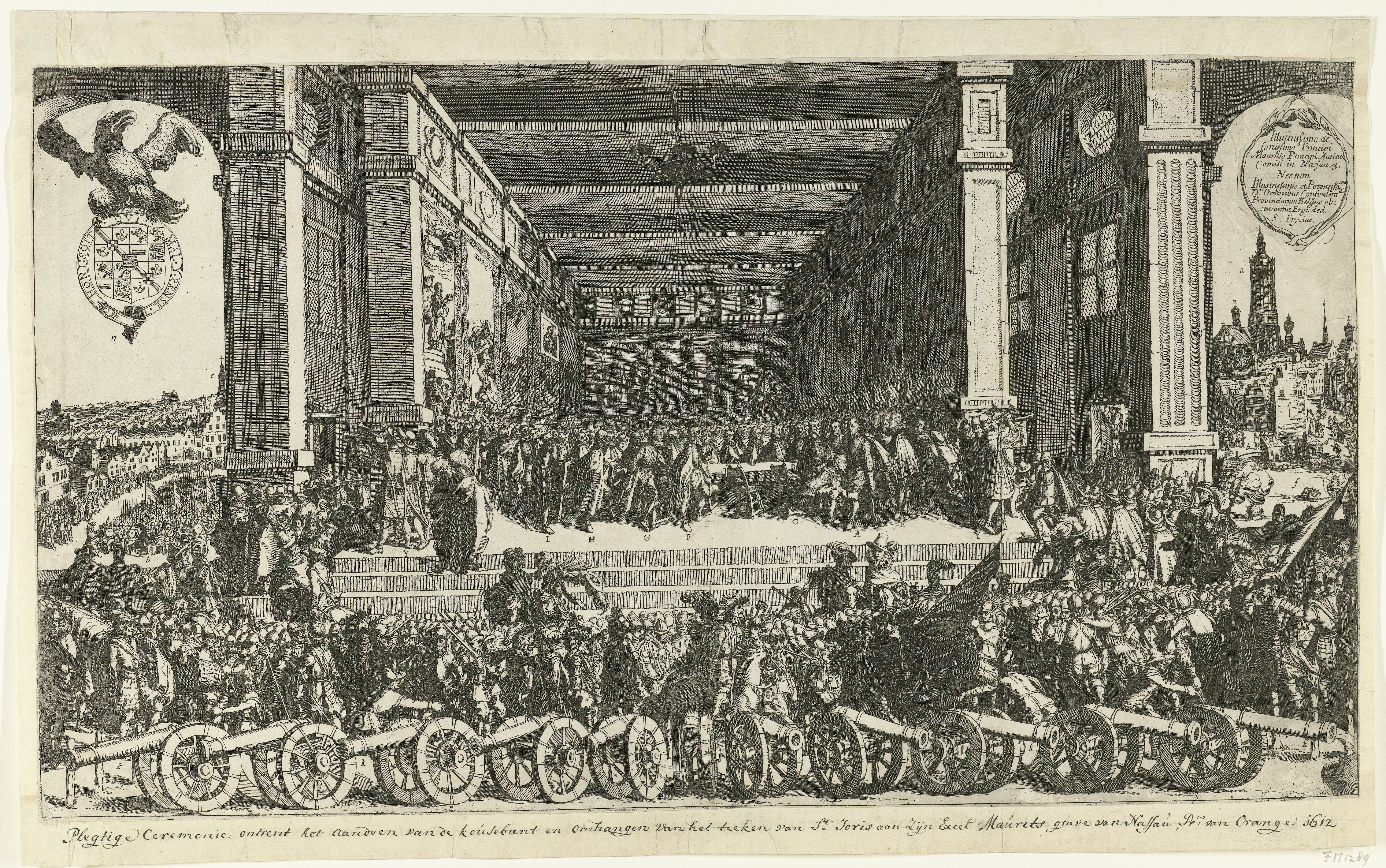
Op 4 februari 1613 werd Maurits opgenomen in de prestigieuze Orde van de Kousenband. Op de afbeelding brengt een heraut de met diamanten versierde kousenband aan om Maurits' linkerbeen. De medaille met blauw lint kreeg hij van de Engelse ambassadeur Sir Ralph Winwood. Door Simon Frisius, 1613.

Tijdens het Twaalfjarig Bestand brak in de Nederlanden een conflict uit tussen twee geloofsstromingen in de gereformeerde kerk. Het betrof een conflict over de interpretatie van de Bijbel aangaande de predestinatie die door beide stromingen anders werd uitgelegd. De arminianen ook wel remonstranten genoemd hadden een andere interpretatie dan de tot dan toe in de Republiek gangbare van de gomaristen, ook wel contraremonstranten genoemd. De arminianen die onder het volk in de minderheid waren, maar vooral in Holland onder de regenten een meerderheid vormden, kregen te maken met tegenstand van de gomaristen. Daarop vroegen zij de hulp in van de Staten van Holland om hen te beschermen. Al snel ontaardde dit godsdienstige meningsverschil in een groot politiek conflict, de Bestandstwisten.
Onder de bevolking en onder de predikanten was de meerderheid contraremonstrants. Zij wilden de remonstrantse leer verbieden. De Staten van Holland die voor de meerderheid uit remonstranten bestond, inclusief Van Oldenbarnevelt, wilden naar het voorbeeld van Willem van Oranje juist tolerantie opleggen aan de contraremonstrantse meerderheid. Maurits, die nog een lange tijd de preken van de remonstrantse predikant Johannes Wtenbogaert bezocht, koos, daarmee de ideeën van zijn vader verradend, de kant van de contraremonstranten. Hij wilde (naar het katholieke voorbeeld van keizer Karel V en koning Filips II van Spanje) dat er slechts één stroming was, omdat meerdere stromingen de gereformeerde kerk konden verzwakken en met de kerk ook het land.
Niet alleen op theologisch vlak ontstond er wrijving. Van Oldenbarnevelt was qua buitenlandse politiek altijd op Frankrijk gericht. Zeker toen in Frankrijk Hendrik aan de macht was, was Frankrijk een belangrijke bondgenoot. Deze koning was eerst protestants, maar bekeerde zich tot het katholicisme, vanwege de Franse bevolking die in meerderheid katholiek was. Als katholieke koning gaf hij de hugenoten, de Franse protestanten, vrijheid van godsdienst. Na zijn dood kwam Lodewijk XIII aan de macht. Deze verzoende zich met Spanje door het voorbereiden van twee huwelijken tussen beide vorstenhuizen. Dit zorgde voor bezorgde gezichten in de Republiek; hoe kon Frankrijk nu een verbond aangaan met de vijand? Voor Van Oldenbarnevelt bleef het vertrouwen in Frankrijk als de belangrijkste bondgenoot. Maurits wantrouwde de Fransen en wilde liever een hechtere band met Engeland dat met Jacobus I een protestantse koning had. Ook die wilde de band met Maurits versterken. In 1613 werd Maurits opgenomen als ridder in de Engelse Orde van de Kousenband wat zorgde voor een verhoging van zijn aanzien. Vanaf die tijd ging Maurits zelf politiek voeren en was zijn vertrouwen in Van Oldenbarnevelt verdwenen.
Ondertussen was in 1609 de Gulik-Kleefse Successieoorlog uitgebarsten. De hertog van Gulik, Kleef en Berg stierf in dat jaar zonder nakomelingen na te laten. Minstens veertien verschillende vorsten maakten aanspraak op de erfenis. Met behulp van Frankrijk, de Republiek en de Protestantse Unie werd het landencomplex bezet door de keurvorst van Brandenburg en de vorst van Palts-Neuburg, beiden Lutheranen. Voorlopig zouden zij het gebied gezamenlijk regeren. Om buitenlandse steun te krijgen voor hun aanspraak op de hele erfenis, bekeerde de keurvorst van Brandenburg zich tot het calvinisme, terwijl de vorst van Palts-Neuburg katholiek werd. In 1614 brak de strijd om de erfenis opnieuw uit. In naam van hun bondgenoten veroverden zowel Spanje onder leiding van Spinola, als de Republiek onder leiding van Maurits alle steden in Gulik, Kleef en Berg. Beide partijen meden de confrontatie. Maurits, die hoopte dat met deze oorlog ook de oorlog tussen Spanje en de Republiek weer zou oprakelen, kwam bedrogen uit. Het hervatten van de oorlog bleef uit.

### Escalatie

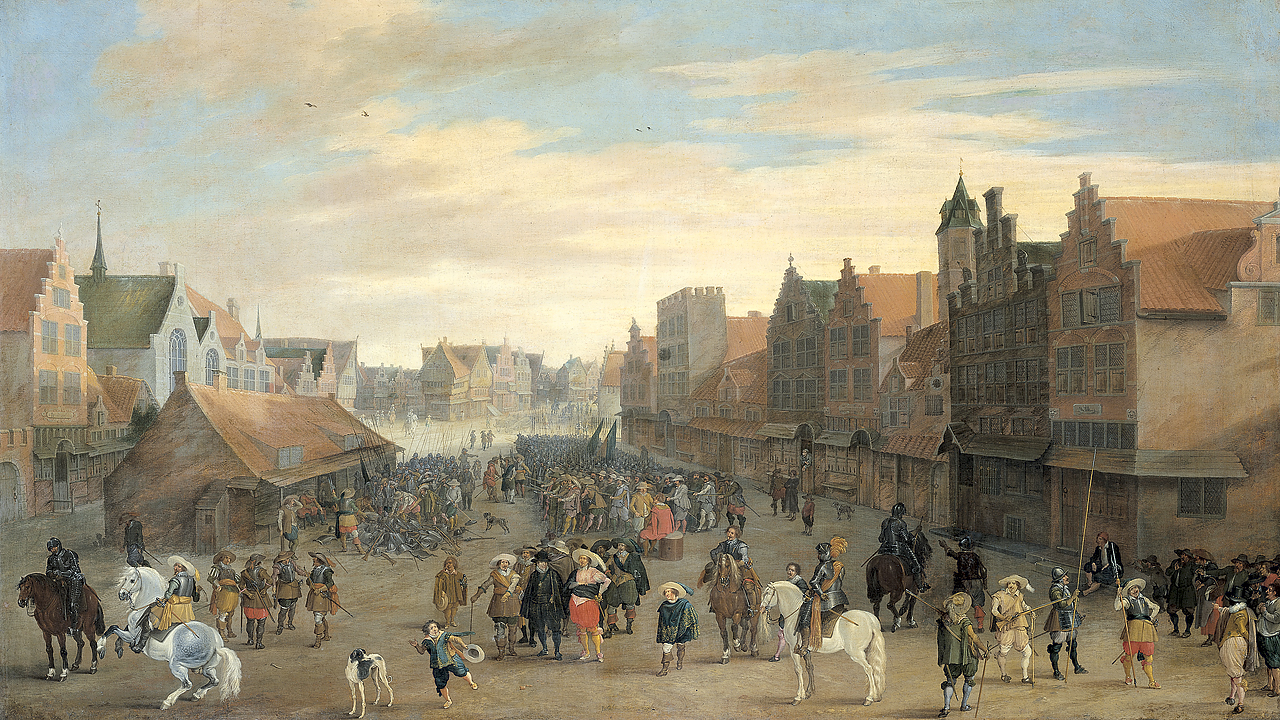
In 1617 werden in Utrecht de door de stad betaalde en aangestelde militairen buiten dienst gesteld, onder toeziend oog van Maurits.

In 1617 escaleerde de zaak. De contraremonstranten mochten, net als in veel andere Hollandse steden, niet in Den Haag naar de kerk. Om toch een contraremonstrantse dienst bij te kunnen wonen, liepen Haagse kerkgangers iedere week naar Rijswijk. Toen het in de winter kouder werd, eisten ze een eigen kerk in Den Haag. Van Oldenbarnevelt en andere regenten wilden dit verbieden, maar Maurits vond dat er een oplossing moest komen. Uiteindelijk vonden de contraremonstranten in de door hen gekraakte Kloosterkerk een geschikt gebedshuis. Maurits, die tot dan toe nog de preken van Wtenbogaert bijwoonde, ging vanaf dat moment de preken in de Kloosterkerk bijwonen. Openlijk had Maurits nu partij voor de contraremonstranten gekozen en ijverig als hij was probeerde hij regenten, officieren en predikanten te overtuigen van zijn zaak.
De Staten van Holland waren bang dat Maurits het leger wilde gebruiken om in te zetten tegen remonstrantse steden, waar contraremonstranten ook een eigen kerkgebouw eisten. Daarom stelde zij de scherpe resolutie op, waarin onder andere geregeld werd dat steden zelf een leger mochten samenstellen. De stadhouder vond de resolutie extravagant en ging vervolgens naar remonstrantse steden om de stadsbesturen te vervangen door contraremonstranten. Op die manier kreeg Maurits meer en meer steun in de Staten-Generaal. Uiteindelijk was de meerderheid aanhanger van Maurits. Zij vond dat de politiek die onder Van Oldenbarnevelt gevoerd was schade had veroorzaakt en slecht was voor de eensgezindheid in het land. Maurits mocht van hen alles doen om dit recht te zetten. Zodoende werden op 29 augustus Van Oldenbarnevelt, Hugo de Groot en Rombout Hogerbeets gearresteerd en veroordeeld. Hugo de Groot en Rombout Hogerbeets kregen levenslang en Van Oldenbarnevelt kreeg de doodstraf. De veroordeelden en hun familie konden nog om gratie vragen, maar weigerden, omdat dat zou betekenen dat ze schuld bekenden. Zelfs na aandringen van Maurits' stiefmoeder Louise de Coligny bij de familie van Van Oldenbarnevelt werd een verzoek niet ingediend.
Een internationale kerkvergadering werd georganiseerd om de tegenstellingen in de gereformeerde kerk weg te nemen en slechts één leer te bepalen. Tijdens deze Dordtse Synode werd de remonstrantse leer verworpen. Hiermee hoopte Maurits, die het hele proces volgde, dat de rust weer terug zou keren in de kerk.

## Laatste jaren

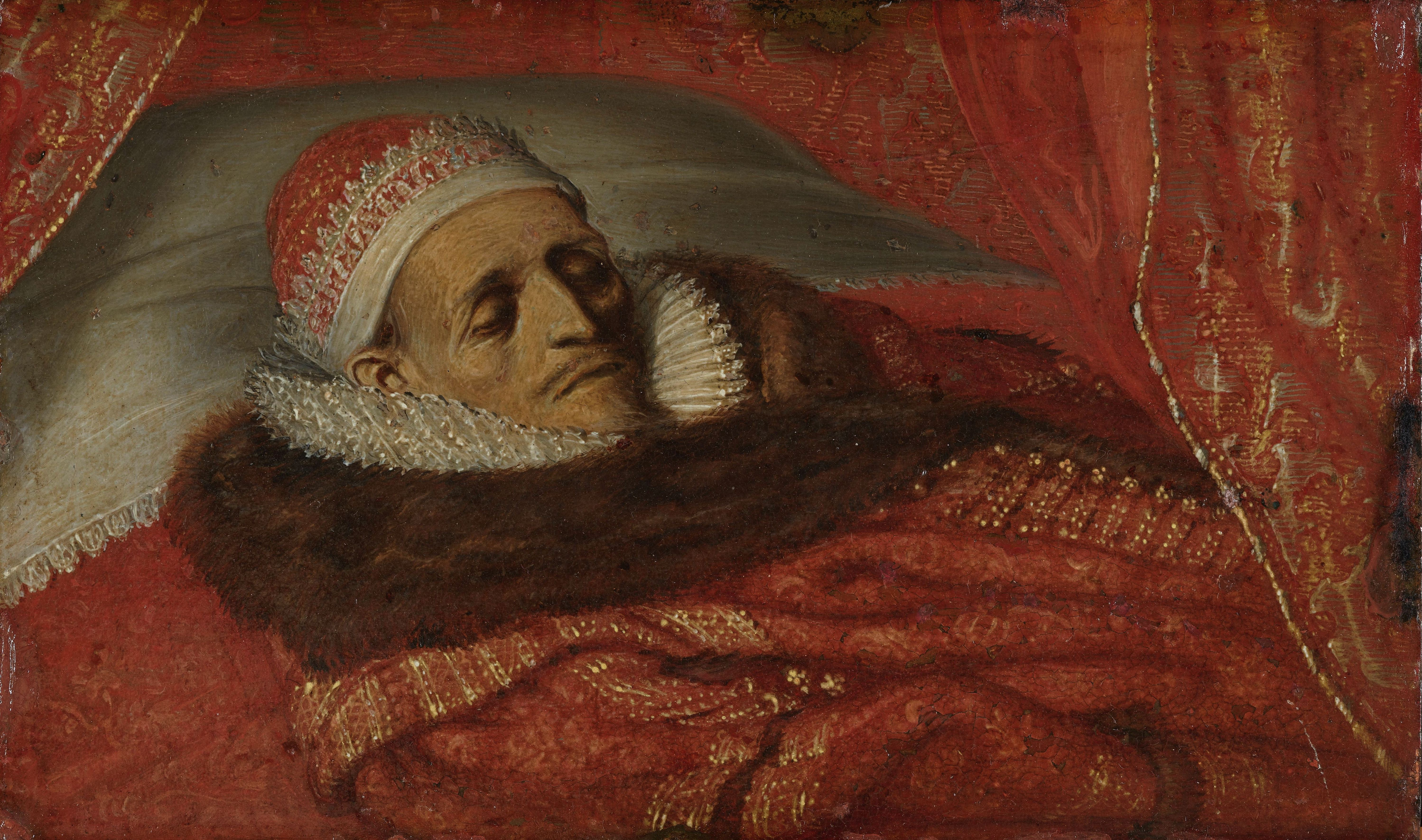
Maurits, opgebaard na zijn overlijden

In 1620 werd Maurits, na het overlijden van zijn neef Willem Lodewijk, benoemd tot stadhouder van Groningen en Drenthe; Friesland koos Ernst Casimir als stadhouder. Een jaar later werd de strijd met Spanje hervat. Na de executie van Van Oldenbarnevelt was de Republiek bestuurlijk lang niet meer wat het geweest was en ook militair leed Maurits enkele forse nederlagen. Nu de politiek leider van het land weg was, bleek Maurits niet in staat de leegte op te vullen. Vanaf 1622 begon de gezondheid van de stadhouder achteruit te gaan.
In 1623 werd een aanslag op zijn leven beraamd door de zonen van Johan van Oldenbarnevelt (Reinier en Willem), Hendrick Danielsz Slatius, Eduard Poppius, Claes Michielsz Bontenbal en andere remonstranten. Het complot lekte uit en de samenzweerders werden veroordeeld. Reinier van Oldenbarnevelt, Slatius en Bontenbal werden onthoofd. Poppius werd opgesloten in Slot Loevestein. Willem van Oldenbarnevelt ontsnapte en vluchtte naar Brussel.
Bij het Spaanse beleg van Breda in 1624 door Spinola, stond Maurits machteloos en weigerde in actie te komen. Uiteindelijk vertrok hij vanwege zijn ziekte in november dat jaar, terwijl het beleg nog gaande was, naar Den Haag. Daar bleef hij zich op zijn ziekbed nog met staatszaken bezighouden. Op zijn sterfbed drong hij er bij zijn halfbroer Frederik Hendrik op aan om in het huwelijk te treden. Naar verluidt zou Maurits ook gedreigd hebben om op zijn sterfbed nog in het huwelijk te treden met Margaretha van Mechelen. Op deze manier zou hij zijn kinderen echten en Frederik Hendrik op zijn beurt onterven. Maurits overleed ten slotte op 23 april 1625. Het zou nog enkele maanden duren voor zijn lichaam werd bijgezet in de grafkelder van Oranje-Nassau in de Nieuwe Kerk in Delft. Zijn halfbroer Frederik Hendrik volgde hem op als stadhouder en kapitein-generaal.

## Persoonlijk leven

### Hofleven

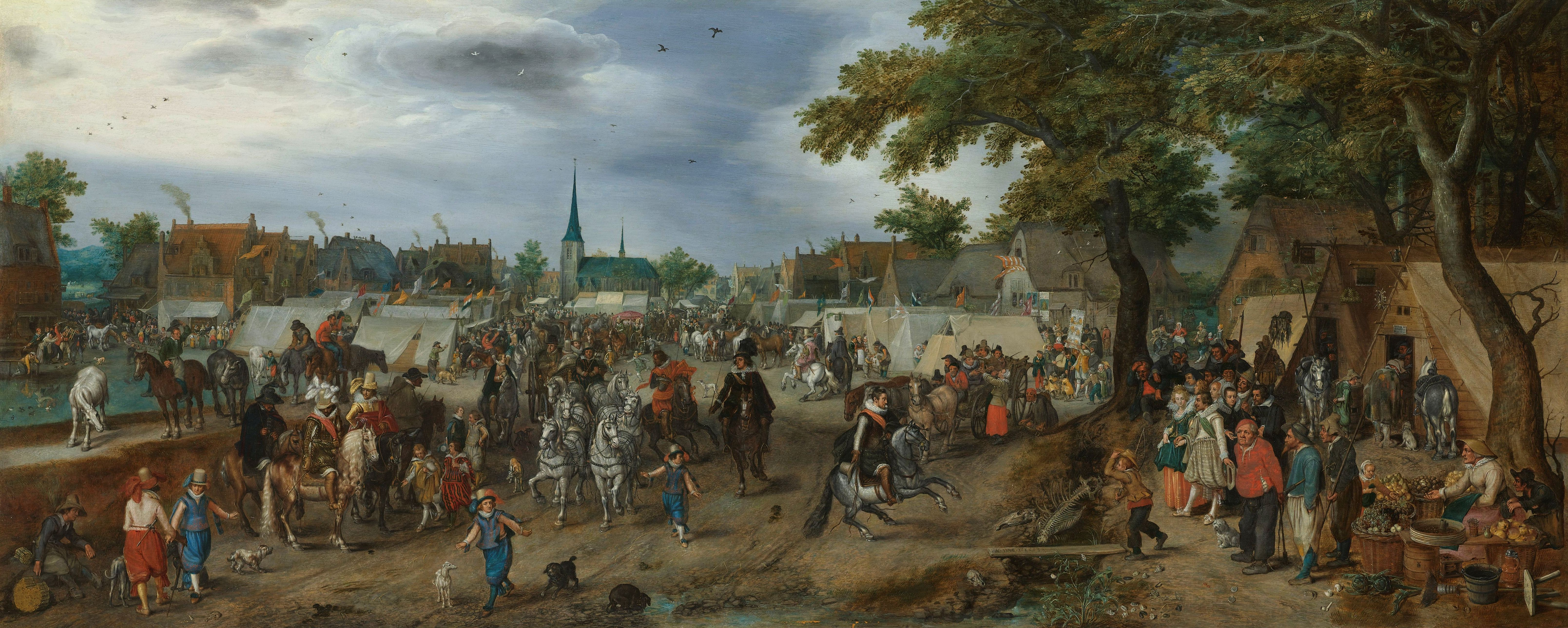
Met veel pracht en praal verschijnen Prins Maurits en Frederik Hendrik, met edellieden en pages op de paardenmarkt te Valkenburg. Door Adriaen van de Venne, 1618.

Voor Maurits was het gereformeerde geloof onlosmakelijk verbonden met zijn huis en de strijd in de Nederlanden die was begonnen door zijn vader Willem van Oranje. Toen zijn vader overleed liet hij geen geld na, alleen schulden. Maurits heeft vanaf dat moment er alles aan gedaan om rijkdom, macht en aanzien van zijn familie te vergroten. Van zijn vader erfde hij het markizaat van Veere en Vlissingen. Hiermee kreeg hij via de Eerste Edele invloed in de Staten van Zeeland en daarmee ook in de Staten-Generaal. Toen hij het markiezaat Bergen op Zoom kreeg in 1585, heeft hij tevens geprobeerd om van Brabant een stemhebbende provincie in de Republiek te maken. In dat geval had hij nog meer invloed kunnen krijgen in de Staten-Generaal. De Staten-Generaal gingen er echter niet mee akkoord om van zo'n klein gebied een stemhebbende provincie te maken. De andere provincies zouden dan minder invloed hebben gehad.
Maurits kreeg salaris voor diverse functies die hij bekleedde. Hij kreeg daarnaast premies wanneer hij een succesvol militair jaar achter de rug had. Ook kreeg hij een percentage van buitgelden en had hij inkomen uit zijn domeinen. Van persoonlijke bezittingen die hij veroverde zoals Meurs, Lingen, Grave en Bredevoort werd hij, nadat hij ze veroverd had, de nieuwe pandheer. Daarvoor had hij veel geld over, voor laatstgenoemde betaalde hij 50.000 goudguldens, een enorm bedrag in die tijd. Onder andere Breda en Orange erfde Maurits na het overlijden van Filips Willem. De inkomsten dienden om zijn stadhouderlijke hof in Den Haag en zijn buitenverblijf met stallen in Rijswijk te bekostigen. Door zijn inkomsten heeft hij veel kapitaal kunnen opbouwen. Na zijn dood liet hij 17,5 miljoen gulden na.

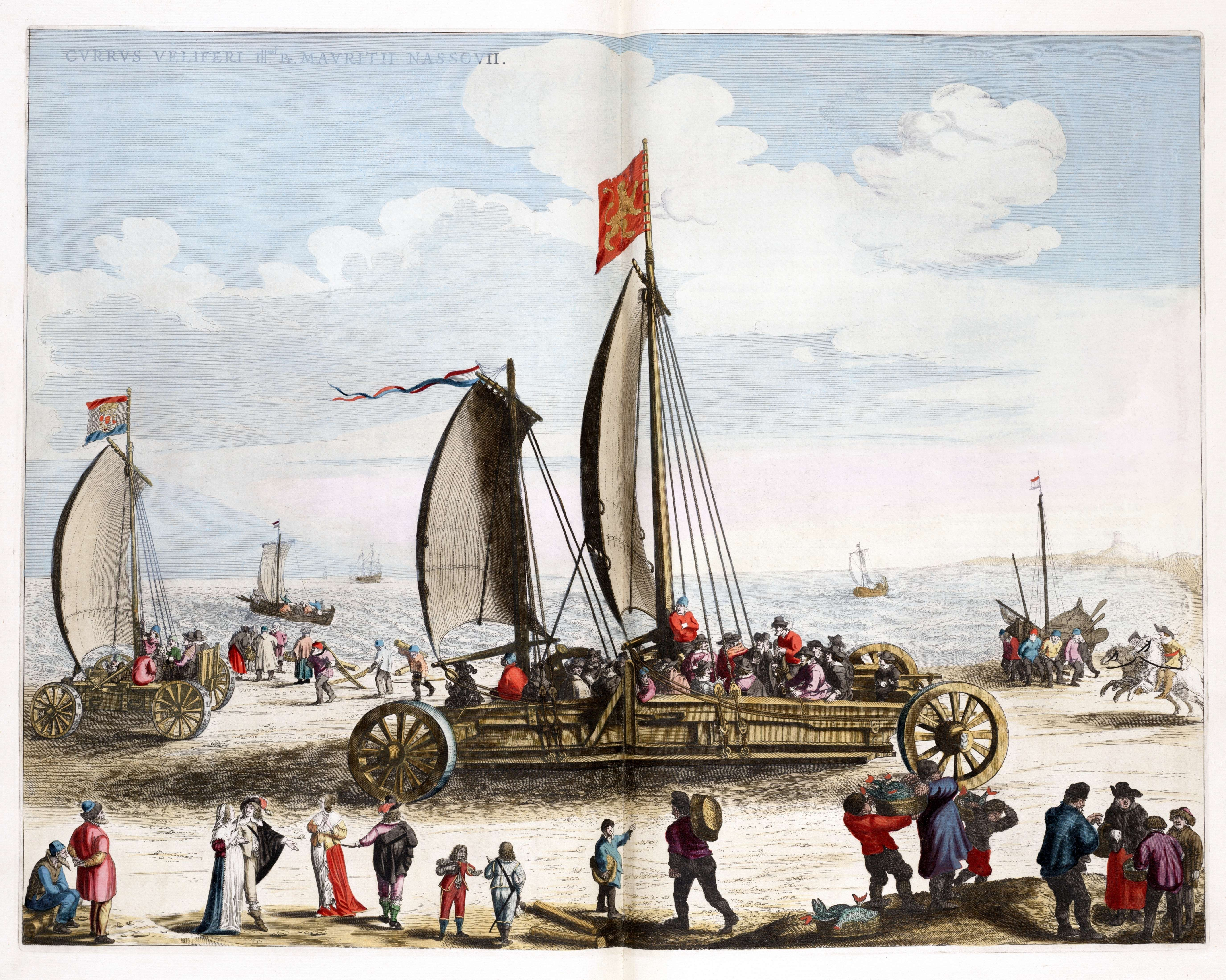
De twee zeilwagens van Maurits, ontworpen door Simon Stevin. De wagens spraken door hun ontwerp en snelheid zeer tot de verbeelding. Maurits vermaakte er graag zijn vorstelijke gasten mee. Gebaseerd op een prent van Jacques de Gheyn.

De hofhouding bestond uit 175 tot 220 personen die hem ondersteunden of adviseerden bij zijn politieke en militaire werkzaamheden en bij het beheer van zijn domeinen. Vertrouwelingen van Maurits, zoals Francois van Aerssen, adviseerden hem in allerlei zaken. Deze raadsleden werden vaak naar voren geschoven als er ergens een publieke functie vrijkwam. Andere personen in de hofhouding waren de hofmeester, stalmeester, pages, lijfwacht, lijfarts, edellieden en familieleden. Maurits verbleef in het Stadhouderlijk Kwartier op het Binnenhof. Hier waren de privévertrekken van de stadhouder, was er een grote zaal waar de maaltijden aan de hofhouding werden geserveerd en bevonden zich kantoren. Op het Buitenhof had Maurits een ommuurde tuin aan laten leggen.
Op momenten dat hij niet op veldtocht was, had hij een vrij regelmatige dagindeling. Rond zes uur stond hij op, in de winter was dat een uur later. Zodra hij was aangekleed nam hij de post door en ging hij naar de stallen in Rijswijk als het geen zondag was. Op zondag ging hij naar de kerk. De rest van de ochtend kon iedereen hem spreken. Precies om twaalf uur ging hij lunchen. Na het eten behandelde hij de verzoekschriften die hij die dag gekregen had. 's Avonds kon hij ontspannen of bezoek ontvangen. Werken deed Maurits toegewijd en met plezier.
Ontspanning haalde Maurits uit zijn paarden. Hij was gek op paarden en had een hele verzameling, waarvan hij sommige dieren ook uit het buitenland liet komen. Behalve van paarden hield Maurits ook van jagen, rijden in zijn zeilwagen en schaken.

### Broer en zussen
In het testament van Maurits' vader, Willem van Oranje, was ook zijn oudste zoon, Filips Willem, opgenomen die op dat moment in Spanje verbleef. Ontvoerd uit de Nederlanden had hij daar een Spaanse katholieke opvoeding gekregen. Bezittingen die hij erfde waren onder andere het prinsdom Oranje en Breda. Bezittingen van hem in Staats gebied, zoals Breda werden door Maurits beheerd, maar de inkomsten ervan werden overgedragen aan Filips Willem. De oudste broer trouwde in 1606 in het Franse Fontainebleau met de nicht van de Franse koning, maar dat huwelijk bleef kinderloos. Filips Willem overleed in 1618 en wees in zijn testament zijn halfbroer Maurits aan als zijn enige erfgenaam. Vanaf toen mocht Maurits zich officieel prins van Oranje noemen.
Emilia van Nassau, Maurits jongere zus, wekte Maurits' ongenoegen door met de katholiek Emanuel van Portugal te trouwen. Deze Emanuel was een zoon van de koning van Portugal, maar deze laatste had land over moeten geven aan de Spaanse koning. Mede omdat Emanuel geen geld had zag Maurits niets in een huwelijk. Zelfs toen Emilia aanbood om van de erfenis van Willem van Oranje af te zien, bleef Maurits weigeren. Emilia was tussen de puinhopen van het zojuist door Maurits ingenomen Bredevoort verschenen om hem toestemming te vragen om te trouwen met de Portugese prins, maar Maurits weigerde. Uiteindelijk zijn de twee toch in Den Haag in 1597 door een katholieke priester getrouwd, hoewel Emilia calvinistisch bleef. De stadhouder trok zijn handen van Emilia af en het getrouwde stel vertrok naar Wesel. Gedurende de onderhandelingen over het Twaalfjarig Bestand kon Filips Willem met succes Maurits en Emilia met elkaar verzoenen. Het echtpaar ging daarna in Den Haag wonen en kreeg zelfs een jaarlijkse toelage van de stadhouder. Zij hebben 25 jaar in het kasteel van Wijchen gewoond, dat zij had gekocht met een parelketting, en kregen 10 kinderen. Dat de wond nog niet geheeld was, bleek wel uit het feit dat Maurits na zijn dood weinig heeft nagelaten aan zijn zus en zwager. Emanuel en Emilia hadden een conflict over financiën. Hij vertrok zonder zijn vrouw en dochters naar de Zuidelijke Nederlanden, waar hij aan het Brusselse hof voor de aartshertogen ging werken. Hiermee accepteerde Emanuel inkomen van de Spanjaarden die de vader van Emilia hadden laten vermoorden. Emilia vertrok naar Genève waar zij in 1629 stierf.
De oudste zus van Maurits, Maria, die lang als surrogaatmoeder fungeerde voor Maurits, trouwde pas op 39-jarige leeftijd. Haar echtgenoot was de luitenant-generaal Hohenlohe. Deze legeraanvoerder werkte al onder Willem van Oranje en moest toezien hoe Maurits kapitein-generaal werd; een functie die hij ook begeerde. Hoewel Maurits en Hohenlohe dezelfde interesses deelden, hadden zij totaal verschillende persoonlijkheden. Daardoor was er vaak onenigheid tussen de twee. Dat Maurits het huwelijk tussen hen goedkeurde kwam waarschijnlijk doordat Maria de leeftijd had bereikt waarop het krijgen van kinderen niet meer reëel was. Hohenlohe stierf in 1606 en Maria in 1616.

### Relaties en nakomelingen

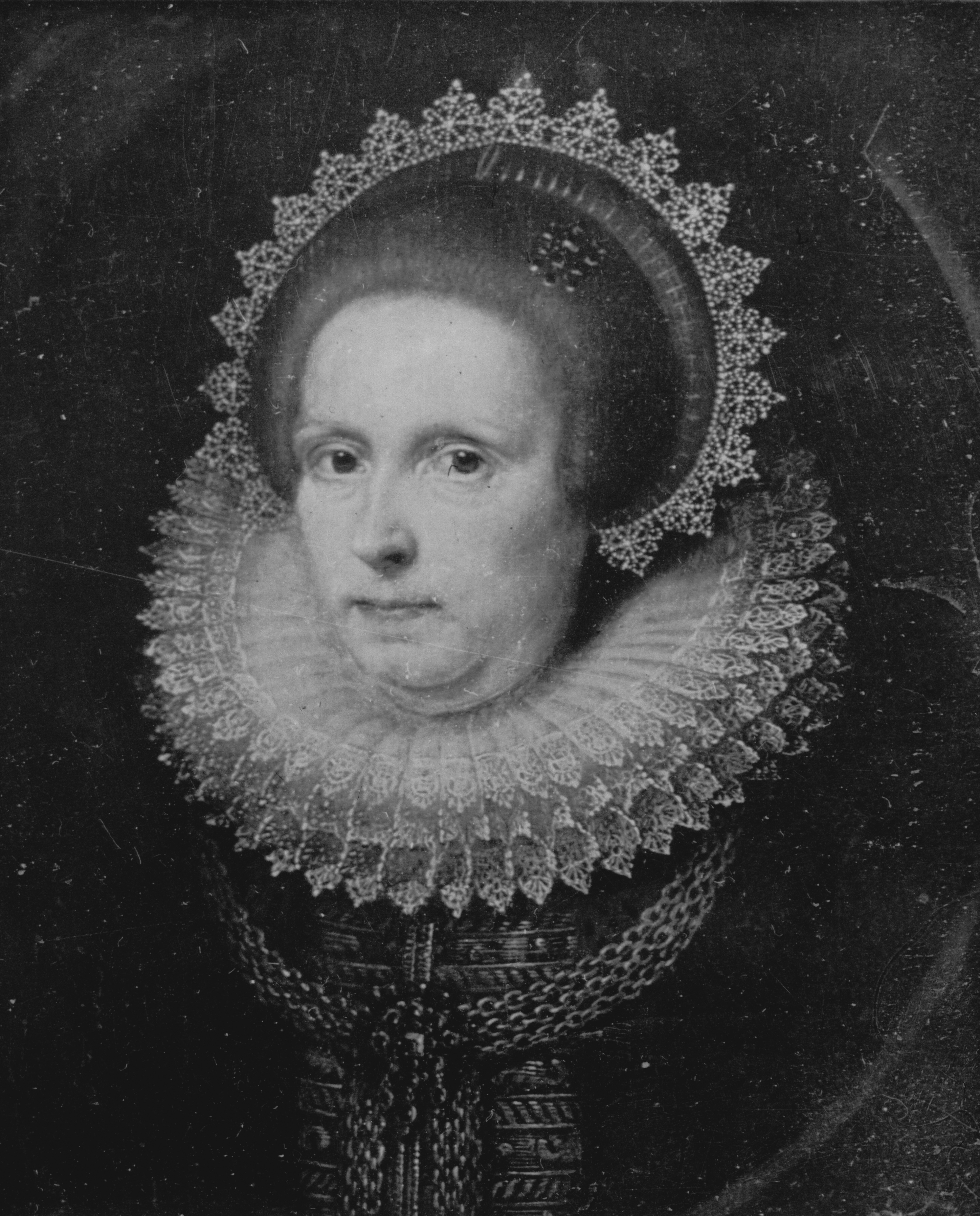
Margaretha van Mechelen, de geliefde van Maurits. Door Michiel van Mierevelt.

Zelf heeft Maurits altijd geweigerd te trouwen. Wel had hij vanaf de jaren 90 tot aan zijn dood een relatie met Margaretha van Mechelen. Hij wilde niet trouwen met Margaretha om de mogelijkheid open te houden van een huwelijk met iemand anders dat in dynastiek opzicht meer voordeel op zou leveren. Tussendoor had hij ook contact met andere vrouwen en daar werd in het land met schande over gesproken. Met Margaretha had Maurits drie zonen. Bij vijf andere vrouwen kreeg hij ook een kind. De kinderen van Margaretha hadden een hogere status en mochten deelnemen aan het hofleven. Mocht Maurits alsnog met Margaretha trouwen, dan konden hun kinderen geëcht worden. Zijn kinderen waren dus nog bastaardkinderen en hadden geen plaats aan het hof. Maurits bekommerde zich om de moeders en de kinderen. Zo kregen de moeders financiële bijstand, de jongens konden een officiersfunctie krijgen en de meisjes hielp hij goede huwelijken te sluiten. De oudste zoon was Willem, die in 1601 werd geboren. Hij werd stamvader van het geslacht Nassau-LaLecq. De tweede zoon, Lodewijk, werd in 1602 geboren en werd de stamvader van het geslacht Nassau-Odijk. Tot slot kreeg Margaretha in 1604 nog een derde zoon die de naam Maurits kreeg, maar deze stierf al op dertienjarige leeftijd.
Het is bekend dat Maurits naast Margaretha relaties had met Anna van de Kelder, Cornelia Jacobs, Jobghen van Alphen, Ursula de Rijck en Deliana de Backer.
- 2. Cornelia Jacobsdochter
  - Anna (overleden 11 juni 1673) Zij is begraven in de Grote Kerk van Breda. Anna gaat in ondertrouw in Heusden op 7 maart 1636, het huwelijk is voltrokken in Vianen, met Jonker François de Ferrier, heer van Morsant. François die ritmeester van een compagnie Cavalerie was, onder commando van Frederik Maurits de La Tour d'Auvergne (1605-1652) een kleinzoon van Willem van Oranje, is in 1647 overleden en is eveneens begraven in de Grote Kerk van Breda.
- 3. Ursula de Rijck
  - Elisabeth (geboren ca. 1611)
- 4. Jobghen Arendsdr. van Alphen (ca. 1580 - voor 1637)
  - Carel (ca. 1612 - 28 maart 1637), hij trouwde in 1630 met Margaretha van Bodegem. Carel is gesneuveld bij Porto Calvo in Nederlands-Brazilië tijdens de strijd tegen de Portugezen onder commando van de in 1636 als gouverneur-generaal aangestelde Johan Maurits van Nassau Siegen.[25]
- 5. Anna van de Kelder (overleden 1674), dochter van de uit Den Haag afkomstige klokkenmaker Jan Jacobs van de Kelder
  - Carel Maurits (ca. 1616 - ca. 1646) vocht onder zijn oom prins Frederik Hendrik in Zeeuws-Vlaanderen, waarbij zij Sas van Gent en Hulst veroverden.
- 6. Deliana de Backer
  - Eleonora (ca. 1620 - 1693/1703), zij trouwde op 23 maart 1642 in Den Haag met Gerard Bernard van Pöllnitz (Oberpöllnitz, 18 januari 1617 - Buch, 2 augustus 1679), Oberstallmeister.

### Kwartierstaat
| Jan V van Nassau-Dillenburg (1455-1516) | Jan V van Nassau-Dillenburg (1455-1516) | Jan V van Nassau-Dillenburg (1455-1516) | Jan V van Nassau-Dillenburg (1455-1516) | Jan V van Nassau-Dillenburg (1455-1516)    | Jan V van Nassau-Dillenburg (1455-1516)    | Elisabeth van Hessen-Marburg (1466–1523)   | Elisabeth van Hessen-Marburg (1466–1523)   | Elisabeth van Hessen-Marburg (1466–1523)   | Elisabeth van Hessen-Marburg (1466–1523)   | Elisabeth van Hessen-Marburg (1466–1523) | Elisabeth van Hessen-Marburg (1466–1523) |                               |                               | Botho III van Stolberg-Wernigerode (1467-1538) | Botho III van Stolberg-Wernigerode (1467-1538) | Botho III van Stolberg-Wernigerode (1467-1538) | Botho III van Stolberg-Wernigerode (1467-1538) | Botho III van Stolberg-Wernigerode (1467-1538) | Botho III van Stolberg-Wernigerode (1467-1538) | Anna van Eppstein-Königstein (1481-1538)     | Anna van Eppstein-Königstein (1481-1538)     | Anna van Eppstein-Königstein (1481-1538) | Anna van Eppstein-Königstein (1481-1538) | Anna van Eppstein-Königstein (1481-1538) | Anna van Eppstein-Königstein (1481-1538) |                                |                                | Hendrik van Saksen (1473-1541) | Hendrik van Saksen (1473-1541) | Hendrik van Saksen (1473-1541) | Hendrik van Saksen (1473-1541) | Hendrik van Saksen (1473-1541) | Hendrik van Saksen (1473-1541) | Catharina van Mecklenburg (1487-1561) | Catharina van Mecklenburg (1487-1561) | Catharina van Mecklenburg (1487-1561) | Catharina van Mecklenburg (1487-1561) | Catharina van Mecklenburg (1487-1561) | Catharina van Mecklenburg (1487-1561) |                             |                             | Filips I van Hessen (1504-1567) | Filips I van Hessen (1504-1567) | Filips I van Hessen (1504-1567) | Filips I van Hessen (1504-1567) | Filips I van Hessen (1504-1567) | Filips I van Hessen (1504-1567) | Christina van Saksen (1505-1549) | Christina van Saksen (1505-1549) | Christina van Saksen (1505-1549) | Christina van Saksen (1505-1549) | Christina van Saksen (1505-1549) | Christina van Saksen (1505-1549) |  |  |  |  |  |  |  |  |  |  |  |  |  |  |  |  |  |  |  |  |  |  |  |  |  |  |  |  |  |  |  |  |  |  |  |  |  |  |  |  |  |  |  |  |  |  |  |  |
| Jan V van Nassau-Dillenburg (1455-1516) | Jan V van Nassau-Dillenburg (1455-1516) | Jan V van Nassau-Dillenburg (1455-1516) | Jan V van Nassau-Dillenburg (1455-1516) | Jan V van Nassau-Dillenburg (1455-1516)    | Jan V van Nassau-Dillenburg (1455-1516)    | Elisabeth van Hessen-Marburg (1466–1523)   | Elisabeth van Hessen-Marburg (1466–1523)   | Elisabeth van Hessen-Marburg (1466–1523)   | Elisabeth van Hessen-Marburg (1466–1523)   | Elisabeth van Hessen-Marburg (1466–1523) | Elisabeth van Hessen-Marburg (1466–1523) |                               |                               | Botho III van Stolberg-Wernigerode (1467-1538) | Botho III van Stolberg-Wernigerode (1467-1538) | Botho III van Stolberg-Wernigerode (1467-1538) | Botho III van Stolberg-Wernigerode (1467-1538) | Botho III van Stolberg-Wernigerode (1467-1538) | Botho III van Stolberg-Wernigerode (1467-1538) | Anna van Eppstein-Königstein (1481-1538)     | Anna van Eppstein-Königstein (1481-1538)     | Anna van Eppstein-Königstein (1481-1538) | Anna van Eppstein-Königstein (1481-1538) | Anna van Eppstein-Königstein (1481-1538) | Anna van Eppstein-Königstein (1481-1538) |                                |                                | Hendrik van Saksen (1473-1541) | Hendrik van Saksen (1473-1541) | Hendrik van Saksen (1473-1541) | Hendrik van Saksen (1473-1541) | Hendrik van Saksen (1473-1541) | Hendrik van Saksen (1473-1541) | Catharina van Mecklenburg (1487-1561) | Catharina van Mecklenburg (1487-1561) | Catharina van Mecklenburg (1487-1561) | Catharina van Mecklenburg (1487-1561) | Catharina van Mecklenburg (1487-1561) | Catharina van Mecklenburg (1487-1561) |                             |                             | Filips I van Hessen (1504-1567) | Filips I van Hessen (1504-1567) | Filips I van Hessen (1504-1567) | Filips I van Hessen (1504-1567) | Filips I van Hessen (1504-1567) | Filips I van Hessen (1504-1567) | Christina van Saksen (1505-1549) | Christina van Saksen (1505-1549) | Christina van Saksen (1505-1549) | Christina van Saksen (1505-1549) | Christina van Saksen (1505-1549) | Christina van Saksen (1505-1549) |  |  |  |  |  |  |  |  |  |  |  |  |  |  |  |  |  |  |  |  |  |  |  |  |  |  |  |  |  |  |  |  |  |  |  |  |  |  |  |  |  |  |  |  |  |  |  |  |
|                                         |                                         |                                         |                                         |                                            |                                            |                                            |                                            |                                            |                                            |                                          |                                          |                               |                               |                                                |                                                |                                                |                                                |                                                |                                                |                                              |                                              |                                          |                                          |                                          |                                          |                                |                                |                                |                                |                                |                                |                                |                                |                                       |                                       |                                       |                                       |                                       |                                       |                             |                             |                                 |                                 |                                 |                                 |                                 |                                 |                                  |                                  |                                  |                                  |                                  |                                  |  |  |  |  |  |  |  |  |  |  |  |  |  |  |  |  |  |  |  |  |  |  |  |  |  |  |  |  |  |  |  |  |  |  |  |  |  |  |  |  |  |  |  |  |  |  |  |  |
|                                         |                                         |                                         |                                         | Willem I van Nassau-Dillenburg (1487–1559) | Willem I van Nassau-Dillenburg (1487–1559) | Willem I van Nassau-Dillenburg (1487–1559) | Willem I van Nassau-Dillenburg (1487–1559) | Willem I van Nassau-Dillenburg (1487–1559) | Willem I van Nassau-Dillenburg (1487–1559) |                                          |                                          |                               |                               |                                                |                                                | Juliana van Stolberg-Wernigerode (1506-1580)   | Juliana van Stolberg-Wernigerode (1506-1580)   | Juliana van Stolberg-Wernigerode (1506-1580)   | Juliana van Stolberg-Wernigerode (1506-1580)   | Juliana van Stolberg-Wernigerode (1506-1580) | Juliana van Stolberg-Wernigerode (1506-1580) |                                          |                                          |                                          |                                          |                                |                                |                                |                                |                                |                                | Maurits van Saksen (1521-1553) | Maurits van Saksen (1521-1553) | Maurits van Saksen (1521-1553)        | Maurits van Saksen (1521-1553)        | Maurits van Saksen (1521-1553)        | Maurits van Saksen (1521-1553)        |                                       |                                       |                             |                             |                                 |                                 | Agnes van Hessen (1527-1555)    | Agnes van Hessen (1527-1555)    | Agnes van Hessen (1527-1555)    | Agnes van Hessen (1527-1555)    | Agnes van Hessen (1527-1555)     | Agnes van Hessen (1527-1555)     |                                  |                                  |                                  |                                  |  |  |  |  |  |  |  |  |  |  |  |  |  |  |  |  |  |  |  |  |  |  |  |  |  |  |  |  |  |  |  |  |  |  |  |  |  |  |  |  |  |  |  |  |  |  |  |  |
|                                         |                                         |                                         |                                         | Willem I van Nassau-Dillenburg (1487–1559) | Willem I van Nassau-Dillenburg (1487–1559) | Willem I van Nassau-Dillenburg (1487–1559) | Willem I van Nassau-Dillenburg (1487–1559) | Willem I van Nassau-Dillenburg (1487–1559) | Willem I van Nassau-Dillenburg (1487–1559) |                                          |                                          |                               |                               |                                                |                                                | Juliana van Stolberg-Wernigerode (1506-1580)   | Juliana van Stolberg-Wernigerode (1506-1580)   | Juliana van Stolberg-Wernigerode (1506-1580)   | Juliana van Stolberg-Wernigerode (1506-1580)   | Juliana van Stolberg-Wernigerode (1506-1580) | Juliana van Stolberg-Wernigerode (1506-1580) |                                          |                                          |                                          |                                          |                                |                                |                                |                                |                                |                                | Maurits van Saksen (1521-1553) | Maurits van Saksen (1521-1553) | Maurits van Saksen (1521-1553)        | Maurits van Saksen (1521-1553)        | Maurits van Saksen (1521-1553)        | Maurits van Saksen (1521-1553)        |                                       |                                       |                             |                             |                                 |                                 | Agnes van Hessen (1527-1555)    | Agnes van Hessen (1527-1555)    | Agnes van Hessen (1527-1555)    | Agnes van Hessen (1527-1555)    | Agnes van Hessen (1527-1555)     | Agnes van Hessen (1527-1555)     |                                  |                                  |                                  |                                  |  |  |  |  |  |  |  |  |  |  |  |  |  |  |  |  |  |  |  |  |  |  |  |  |  |  |  |  |  |  |  |  |  |  |  |  |  |  |  |  |  |  |  |  |  |  |  |  |
|                                         |                                         |                                         |                                         |                                            |                                            |                                            |                                            |                                            |                                            | Willem van Oranje (1533–1584)            | Willem van Oranje (1533–1584)            | Willem van Oranje (1533–1584) | Willem van Oranje (1533–1584) | Willem van Oranje (1533–1584)                  | Willem van Oranje (1533–1584)                  |                                                |                                                |                                                |                                                |                                              |                                              |                                          |                                          |                                          |                                          |                                |                                |                                |                                |                                |                                |                                |                                |                                       |                                       |                                       |                                       | Anna van Saksen (1544-1577)           | Anna van Saksen (1544-1577)           | Anna van Saksen (1544-1577) | Anna van Saksen (1544-1577) | Anna van Saksen (1544-1577)     | Anna van Saksen (1544-1577)     |                                 |                                 |                                 |                                 |                                  |                                  |                                  |                                  |                                  |                                  |  |  |  |  |  |  |  |  |  |  |  |  |  |  |  |  |  |  |  |  |  |  |  |  |  |  |  |  |  |  |  |  |  |  |  |  |  |  |  |  |  |  |  |  |  |  |  |  |
|                                         |                                         |                                         |                                         |                                            |                                            |                                            |                                            |                                            |                                            | Willem van Oranje (1533–1584)            | Willem van Oranje (1533–1584)            | Willem van Oranje (1533–1584) | Willem van Oranje (1533–1584) | Willem van Oranje (1533–1584)                  | Willem van Oranje (1533–1584)                  |                                                |                                                |                                                |                                                |                                              |                                              |                                          |                                          |                                          |                                          |                                |                                |                                |                                |                                |                                |                                |                                |                                       |                                       |                                       |                                       | Anna van Saksen (1544-1577)           | Anna van Saksen (1544-1577)           | Anna van Saksen (1544-1577) | Anna van Saksen (1544-1577) | Anna van Saksen (1544-1577)     | Anna van Saksen (1544-1577)     |                                 |                                 |                                 |                                 |                                  |                                  |                                  |                                  |                                  |                                  |  |  |  |  |  |  |  |  |  |  |  |  |  |  |  |  |  |  |  |  |  |  |  |  |  |  |  |  |  |  |  |  |  |  |  |  |  |  |  |  |  |  |  |  |  |  |  |  |
|                                         |                                         |                                         |                                         |                                            |                                            |                                            |                                            |                                            |                                            |                                          |                                          |                               |                               |                                                |                                                |                                                |                                                |                                                |                                                |                                              |                                              |                                          |                                          |                                          |                                          |                                |                                |                                |                                |                                |                                |                                |                                |                                       |                                       |                                       |                                       |                                       |                                       |                             |                             |                                 |                                 |                                 |                                 |                                 |                                 |                                  |                                  |                                  |                                  |                                  |                                  |  |  |  |  |  |  |  |  |  |  |  |  |  |  |  |  |  |  |  |  |  |  |  |  |  |  |  |  |  |  |  |  |  |  |  |  |  |  |  |  |  |  |  |  |  |  |  |  |
|                                         |                                         |                                         |                                         |                                            |                                            |                                            |                                            |                                            |                                            |                                          |                                          |                               |                               |                                                |                                                |                                                |                                                |                                                |                                                |                                              |                                              |                                          |                                          |                                          |                                          |                                |                                |                                |                                |                                |                                |                                |                                |                                       |                                       |                                       |                                       |                                       |                                       |                             |                             |                                 |                                 |                                 |                                 |                                 |                                 |                                  |                                  |                                  |                                  |                                  |                                  |  |  |  |  |  |  |  |  |  |  |  |  |  |  |  |  |  |  |  |  |  |  |  |  |  |  |  |  |  |  |  |  |  |  |  |  |  |  |  |  |  |  |  |  |  |  |  |  |
|                                         |                                         |                                         |                                         | Anna van Nassau (1562-1562)                | Anna van Nassau (1562-1562)                | Anna van Nassau (1562-1562)                | Anna van Nassau (1562-1562)                | Anna van Nassau (1562-1562)                | Anna van Nassau (1562-1562)                |                                          |                                          |                               |                               | Anna van Nassau (1563-1588)                    | Anna van Nassau (1563-1588)                    | Anna van Nassau (1563-1588)                    | Anna van Nassau (1563-1588)                    | Anna van Nassau (1563-1588)                    | Anna van Nassau (1563-1588)                    |                                              |                                              |                                          |                                          | Maurits van Nassau (1565-1565)           | Maurits van Nassau (1565-1565)           | Maurits van Nassau (1565-1565) | Maurits van Nassau (1565-1565) | Maurits van Nassau (1565-1565) | Maurits van Nassau (1565-1565) |                                |                                |                                |                                | Maurits van Oranje (1567-1625)        | Maurits van Oranje (1567-1625)        | Maurits van Oranje (1567-1625)        | Maurits van Oranje (1567-1625)        | Maurits van Oranje (1567-1625)        | Maurits van Oranje (1567-1625)        |                             |                             |                                 |                                 | Emilia van Nassau (1569-1629)   | Emilia van Nassau (1569-1629)   | Emilia van Nassau (1569-1629)   | Emilia van Nassau (1569-1629)   | Emilia van Nassau (1569-1629)    | Emilia van Nassau (1569-1629)    |                                  |                                  |                                  |                                  |  |  |  |  |  |  |  |  |  |  |  |  |  |  |  |  |  |  |  |  |  |  |  |  |  |  |  |  |  |  |  |  |  |  |  |  |  |  |  |  |  |  |  |  |  |  |  |  |

### Titels

Wapen van Maurits

De titel prins van Oranje behoorde na de dood van Willem van Oranje toe aan zijn oudste zoon Filips Willem, van 1568 tot 1609 gegijzeld in Spanje. Deze kwam vrij in 1609 en kreeg de Bredase bezittingen en die van zijn moeder, Anna van Egmont, met bijbehorende titel tot zijn beschikking. Pas na het overlijden van Filips Willem in 1618 werd Maurits officieel de prins van Oranje.
Volgens een gravure van Willem Jacobsz. Delff uit 1619 naar een schilderij van Adriaen Pietersz. van de Venne droeg Maurits verder de titels graaf van Graafschap Nassau, Katzenelnbogen, Vianden, Dietz, Lingen, Meurs, Buren en Leerdam, markgraaf van Veere en Vlissingen, baron van Breda, Grave, het Land van Cuijk, Diest, Grimbergen, Herstal, Cranendonck, Waasten, Arlay, Nozeroy, St. Vith, Daasburg, Lek, Polanen, Niervaart, St. Maartensdijk en erfburggraaf van Antwerpen en Besançon.

## Varia

### Benaming van Nederlands-Mauritius
Het Zuidoost-Afrikaanse eiland Mauritius werd vanaf 1598 door admiraal Wybrandt van Warwyck voor de Vereenigde Oostindische Compagnie gekoloniseerd. Het eiland is naar prins Maurits van Oranje-Nassau (Latijn Mauritius, Frans Maurice) vernoemd.

### Maurits en het schaakspel
Er is een historische relatie tussen de Oranjes en het schaakspel. Hiervan lijkt Maurits de bekendste exponent te zijn. Hij leerde het spel van zijn vader, Willem van Oranje. Maurits zou gedurende het Twaalfjarig Bestand veelvuldig geschaakt hebben met een Franse kapitein, ene De la Caze, die het Hollandse leger diende. De kapitein zou de betere schaker zijn die speelde om het geld, maar hij moest ook een goede band onderhouden met de slecht tegen zijn verlies kunnende prins en zou om die reden nu en dan een partijtje bewust verliezen. Maurits liefde voor het spel en zijn strategische daden in het veld zijn symbolisch samengevoegd in zijn standbeeld te IJzendijke.

### Standbeelden en bustes

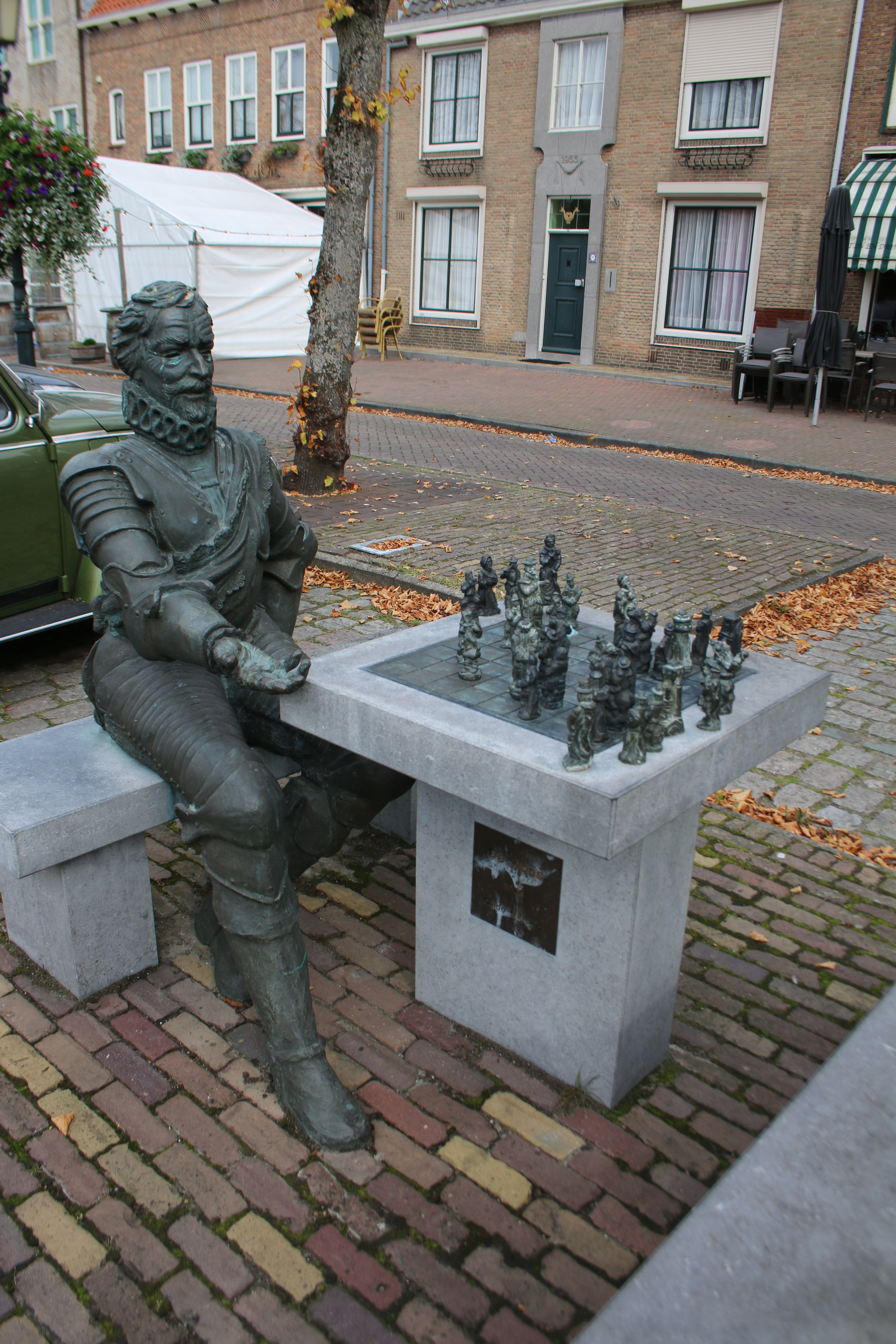
Standbeeld van Maurits van Oranje in IJzendijke.
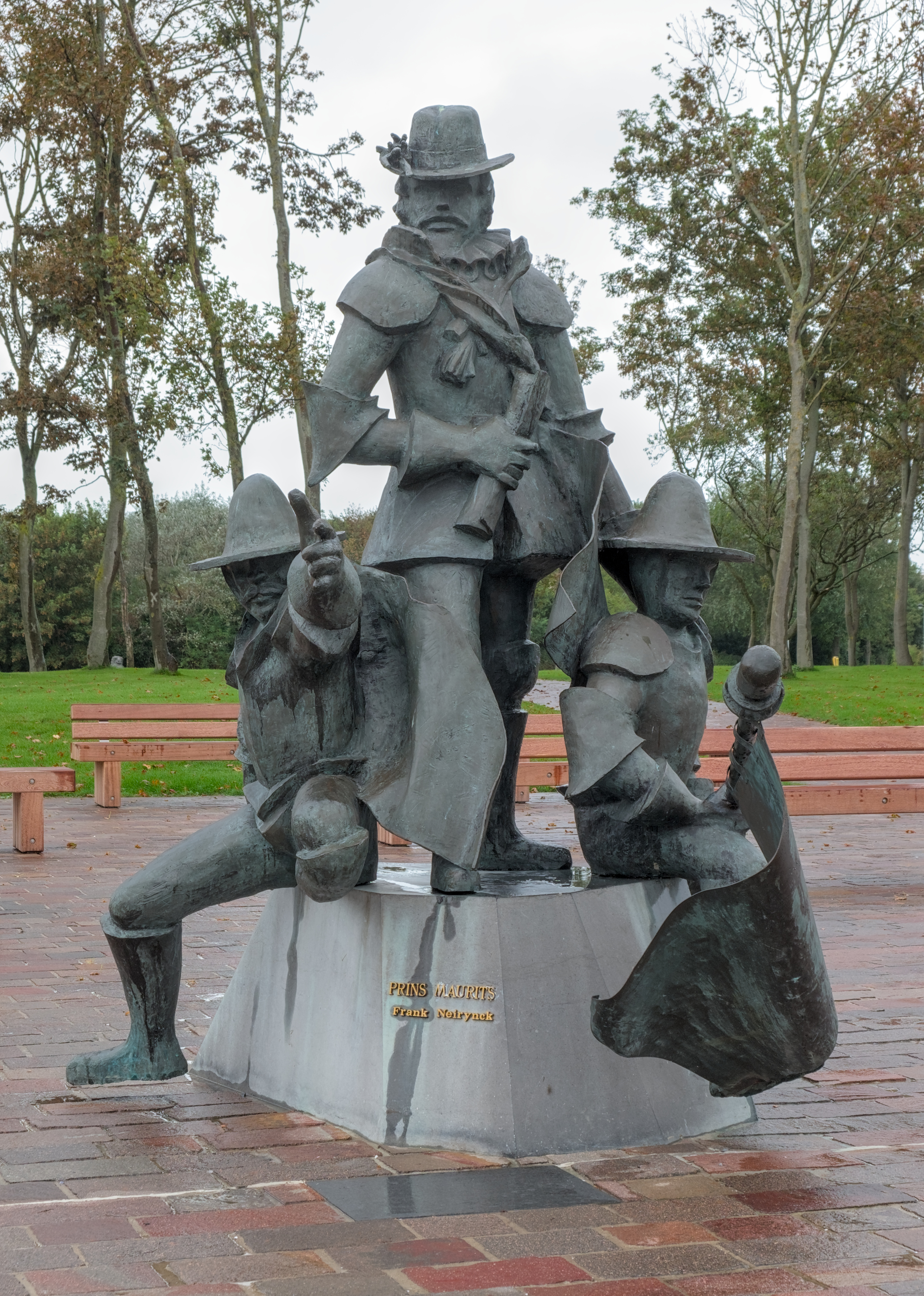
Standbeeld van Maurits van Oranje in Belgische Nieuwpoort.
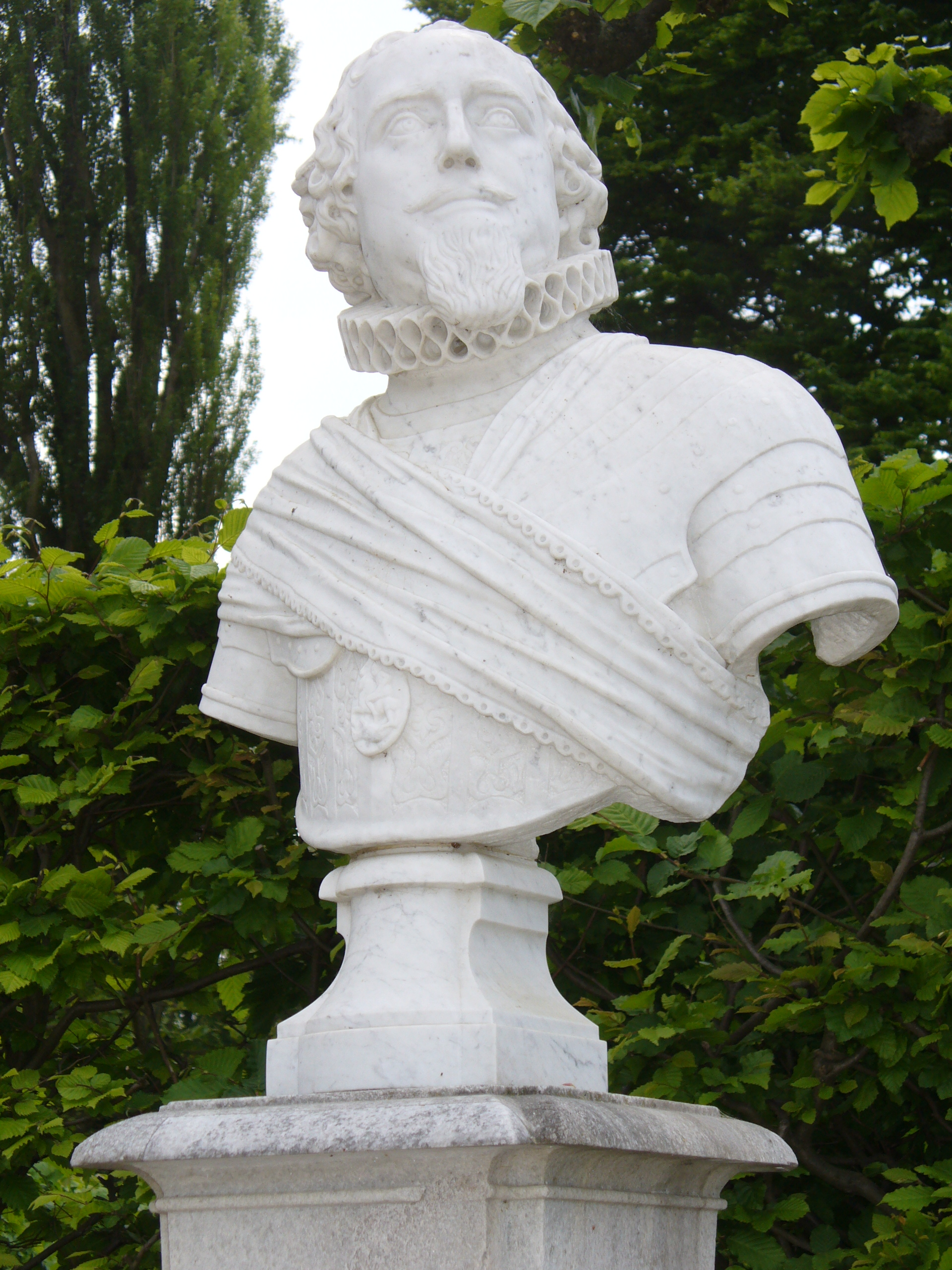
Buste van de prins in de tuin van paleis Sanssouci te Potsdam.

## Voetnoten
1. ↑  A. Th. van Deursen blz. 25
2. ↑  A. Th. van Deursen blz. 28
3. ↑  A. van der Lem blz. 140-141.
4. ↑  A. Th. van Deursen blz. 53
5. ↑  A. van der Lem blz. 146.
6. ↑  A. Th. van Deursen blz. 117
7. ↑  John Lothrop Motley, De opkomst van de Nederlandsche Republiek: Geschiedenis van de Vereenigde Nederlanden. Afd. 2, Volume 4 P.115 W.P. van Stockum, 1871
8. ↑  A. Th. van Deursen blz. 124
9. ↑  A. Th. van Deursen blz. 125
10. ↑  A. Th. van Deursen blz. 138
11. ↑  De Vestingstad Grol in de kaart gekeken: issuu.com blz. 57 t/m 60
12. ↑  A. Th. van Deursen blz. 200
13. ↑  G. Parker blz. 18-23
14. ↑  J.G. Kikkert blz. 76
15. ↑  N. Akkerman, De Hartenkoningin: Het leven van Elizabeth Stuart, blz. 207.
16. ↑  N. Akkerman, De Hartenkoningin: Het leven van Elizabeth Stuart, blz. 210.
17. ↑  Staring Instituut: Bredevoort een Heerlijkheid", ISBN 90-900213-5-3 (eerste uitgave 1988)
18. ↑  K. Zandvliet, 'Het hof van een dienaar met vorstelijke allure', in Maurits, Prins van Oranje. 2000, blz. 43
19. ↑  J.G. Kikkert blz. 137-156
20. ↑  Jan Aarts Emilia van Oranje (1569-1629), op website: Digitaal Vrouwen Lexicon (2014)
21. ↑  J.G. Kikkert blz. 131-134
22. ↑  J.G. Kikkert blz. 134-136
23. ↑  K. Zandvliet, 'Het hof van een dienaar met vorstelijke allure', in Maurits, Prins van Oranje. 2000, blz. 50
24. ↑  J.G. Kikkert blz. 131
25. ↑  Boogaart, E. van den, H.R. Hoetink en P.J. Whitehead, ed., Johan Maurits van Nassau-Siegen, 1604-1674 (Den Haag 1979)
26. ↑  L.C.M Diepstraten  (voorjaar 2002). Onder de loep. Gearchiveerd op 1 oktober 2023. Nieuwsbrief MEC  (59)
27. ↑  Oudemans, Anthonie Cornelis (1832). Het leven en de daden van Maurits, Prins van Oranje-Nassau, enz. enz. enz. Schalekamp en Van de Grampel, pp. 275-276.
28. ↑  Weyerman, Jacob Campo (1724). Den ontleeder der gebreeken, zynde een aangenaam vertoog over de opperheerschende feilen dezer eeuw. Bosch.
29. ↑  Zeeman, Henri (1831). Het leven en de daden van Maurits, prins van Oranje-Nassau, handhaver van Neêrlands onafhankelijkheid: in gesprekken tusschen eenen vader en zijne kinderen. Gebroeders Koster. Gearchiveerd op 15 juli 2024.
30. ↑  Rebecca van Wittene, Klein Parijs krijgt een schakende prins, Guido Metsers vat Maurits in brons, Zeeuws Tijdschrift (2004/3-4), blz. 46-51. Gearchiveerd op 5 februari 2023.